# Đội tuyển bóng đá quốc gia Brasil
Đội tuyển bóng đá quốc gia Brasil (tiếng Bồ Đào Nha: Seleção Brasileira de Futebol, SBF) là đội tuyển bóng đá quốc gia do Liên đoàn bóng đá Brasil quản lý và đại diện Brasil tham dự đấu trường quốc tế. Brasil là thành viên của FIFA từ năm 1923 và là thành viên của CONMEBOL từ năm 1916.
Trận đấu quốc tế đầu tiên của Brasil là trận gặp Argentina năm 1914. Brasil là đội tuyển bóng đá thành công nhất trên thế giới hiện nay, khi đang là đội tuyển quốc gia giàu thành tích nhất tại FIFA World Cup với 5 lần vô địch ở các năm 1958, 1962, 1970, 1994 và 2002. Seleção cũng có thành tích tổng thể tốt nhất tại sân chơi World Cup, với 76 trận thắng sau 114 trận, hiệu số bàn thắng bại +129, đạt 247 điểm với chỉ 19 trận thua. Brasil là đội tuyển duy nhất trên thế giới đã tham dự tất cả các kỳ World Cup được tổ chức cho đến nay và thậm chí chưa bao giờ phải tranh vé vớt. Đây cũng là đội tuyển duy nhất đã vô địch World Cup ở bốn châu lục khác nhau, bao gồm châu Âu (1958), Nam Mỹ (1962), Bắc Mỹ (1970 và 1994), và châu Á (2002). 
Brasil cũng là đội tuyển thành công nhất ở Cúp Liên đoàn các châu lục với 4 lần đăng quang các năm 1997, 2005, 2009 và 2013. Họ cũng đã giành huy chương vàng tại Thế vận hội Mùa hè 2016, qua đó trở thành một trong hai quốc gia duy nhất, cùng với Pháp, vô địch tất cả các giải đấu FIFA dành 11 cầu thủ nam ở mọi lứa tuổi. Có một câu nói vui phổ biến trong bóng đá là "Người Anh sáng tạo ra môn bóng đá, và người Brasil đã hoàn thiện nó". Đội tuyển Brasil trong giai đoạn hoàng kim nhất thường được coi là đội bóng chơi tốt nhất hành tinh và luôn là ứng cử viên vô địch hàng đầu ở các vòng chung kết World Cup.
Trên bảng xếp hạng, đội tuyển Brasil có hệ số Elo trung bình cao nhất trong lịch sử bóng đá, và hệ số Elo cao nhất mọi thời đại đạt được vào năm 1962. Trên bảng xếp hạng Đội tuyển hay nhất của năm do FIFA tổ chức, Brasil nắm giữ kỷ lục với 13 lần đứng đầu bảng. Rất nhiều nhà bình luận, chuyên gia và cựu cầu thủ đánh giá đội tuyển Brasil năm 1970 là đội bóng hay nhất mọi thời đại. Các đội Brasil khác cũng được đánh giá cao và thường xuyên được nhắc đến trong danh sách những đội bóng hay nhất mọi thời đại. Điển hình như đội Brasil giai đoạn 1958-1962 và đội Brasil giai đoạn 1994-2002. Ngoài ra, đội Brasil năm 1982 cũng được nhắc đến với lối chơi đẹp mắt và đầy mê hoặc. Năm 1996, đội tuyển quốc gia Brasil đã tạo ra một kỳ tích đáng kinh ngạc khi trải qua 35 trận liên tiếp bất bại. Thành tích này đã giúp họ trở thành đội tuyển quốc gia có chuỗi trận bất bại dài nhất thế giới trong 25 năm.

## Biệt danh
Do tầm ảnh hưởng cao của mình, đội tuyển bóng đá quốc gia Brasil được biết đến với rất nhiều biệt danh. Một vài trong số đó là:
| Tiếng Bồ Đào Nha   | Tiếng Việt         |
| ------------------ | ------------------ |
| Seleção            | Đội tuyển          |
| Seleção Brasileira | Đội tuyển Brasil   |
| Canarinho          | Tiểu kim tước      |
| Verde-Amarela      | Vàng - Xanh        |
| Esquadrão de Ouro  | Phi đội Vàng       |
| Pentacampeões      | Nhà vô địch năm kỳ |

Brasil là quốc gia duy nhất đã tham dự tất cả các kì World Cup và là quốc gia đầu tiên vô địch 5 lần (1958, 1962, 1970, 1994 và 2002). Với kết quả đó, người Brasil thường gọi đội tuyển quốc gia của họ là "Pentacampeão", có nghĩa là "5 lần vô địch" trong tiếng Bồ Đào Nha. Khi tính thêm 2 lần hạng nhì (1950 và 1998) và 2 lần hạng ba (1938 và 1978) tại World Cup, cũng như nhiều thành công khác, Brasil được xem là đội tuyển thành công nhất thế giới bóng đá.

## Lịch sử

### Những năm đầu
Đội tuyển quốc gia của Brasil được thành lập vào năm 1914 và đã đấu trận đầu tiên là trận giao hữu với Exeter City F.C. ngay trong năm đó, thắng 2–0. Không như những chiến thắng trong tương lai, các lần thi đấu ban đầu của đội tuyển không có gì ngoạn mục, một phần vì các hiềm khích bên trong về vấn đề dùng các cầu thủ nhà nghề làm cho Liên đoàn bóng đá Brasil không thể có một đội tuyển hoàn hảo.
Đặc biệt nhất là sự bất đồng ý kiến giữa hai hiệp hội bóng đá của bang São Paulo và bang Rio de Janeiro và hậu quả là đội tuyển bao gồm các cầu thủ của 2 hiệp hội cãi cọ đó. Tại cả hai World Cup 1930 và World Cup 1934, Brasil bị loại ngay tại Vòng 1. Nhưng tại World Cup 1938 thì đã có hiện tượng mới cho tương lai, Brasil đã chiếm hạng ba thế giới với Leônidas da Silva trở thành cầu thủ đầu tiên ghi 4 bàn thắng trong một trận của giải.
Brasil đăng cai World Cup 1950, lần giải đầu tiên sau Chiến tranh thế giới thứ hai. Giải này đặc biệt vì không có trận chung kết, thay vào đó là 4 đội đứng đầu vòng bảng vào Vòng chung kết và thi đấu vòng tròn một lượt. Tuy nhiên trận giữa Brasil và Uruguay đã được xem như "trận chung kết" của giải. Brasil trước đó đã thể hiện phong độ hủy diệt, đè bẹp Thụy Điển 7-1 và Tây Ban Nha 6-1 và được nhiều người đánh giá là đã cầm chắc chức vô địch trong tay. Trận đấu giữa Brasil và Uruguay ra tại sân vận động Maracanã tại Rio de Janeiro trước 199.854 khán giả và Brasil chỉ cần hoà Uruguay để đoạt chức vô địch. Tuy vậy Brasil đã để thua 1-2 mặc dù đang hòa 1-1. Kết quả này được coi là một trong những bất ngờ lớn nhất trong lịch sử bóng đá. Trận này được dân Nam Mỹ đặt tên là trận "Maracanazo (Maracanãzo) (Thảm họa Maracanã)". Sau khi trận đấu kết thúc, một bầu không khí im lặng và đau buồn bao trùm lấy sân Maracanã . Màu áo, quần và tất trắng nguyên vẹn từ đầu đến chân mà đội tuyển Brasil đã mặc trong ngày hôm đó đã bị bỏ vĩnh viễn và thay bằng trang phục thi đấu áo vàng quần xanh dương (thỉnh thoảng là quần trắng) và tất trắng như ngày nay.
Chuẩn bị cho World Cup 1954 tại Thụy Sĩ, đội tuyển của Brasil được "thay máu" hoàn toàn, để xóa nhòa trận thua nhục nhã "Maracanã" 4 năm về trước, nhưng vẫn còn các cầu thủ tốt như Nilton Santos, Djalma Santos và Didi. Tại trận tứ kết, Brasil đã bị thua Hungary 2-4. Trận đấu đã bị chỉ trích là một trong những trận "bẩn thỉu" nhất trong lịch sử bóng đá và đã được đặt tên là "Chiến trận Berne" (theo như một số CĐV Brasil).

### Kỉ nguyên Vàng với huyền thoại Pelé (1958–70)

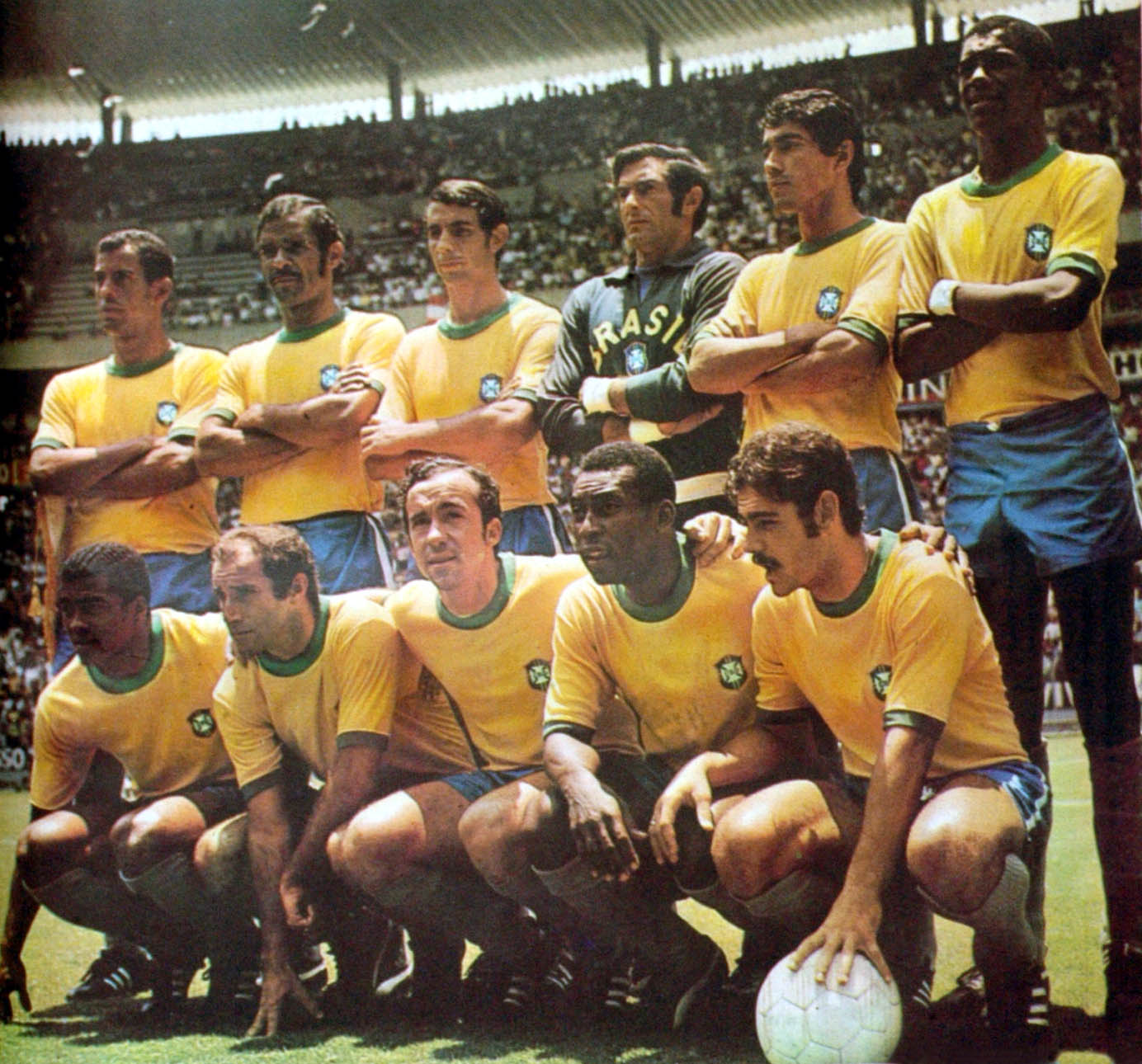
Đội tuyển Brasil tại World Cup 1970 được nhiều người đánh giá là đội bóng mạnh nhất mọi thời đại

Đến với World Cup 1958, Brasil đã nằm chung bảng với Anh, Liên Xô và Áo. Họ đã đánh bại Áo 3–0 trong trận đầu tiên, sau đó hòa 0-0 với đội tuyển Anh. Trước trận đấu với Liên Xô, HLV Vicente Feola đã thực hiện ba sự thay đổi rất quan trọng để Brasil đánh bại Liên Xô: Zito, Garrincha và Pelé. Họ thắng trận 2–0. Pelé đã ghi bàn thắng duy nhất trong trận tứ kết gặp xứ Wales, và họ đánh bại Pháp 5-2 trong trận bán kết với cú hat-trick của thiên tài 17 tuổi Pelé. Brasil sau đó đánh bại chủ nhà Thụy Điển 5–2 trong trận chung kết để giành chức vô địch World Cup đầu tiên của họ và trở thành quốc gia đầu tiên vô địch World Cup bên ngoài lục địa của mình.
Tại World Cup 1962, Brasil đã giành được chức vô địch World Cup lần thứ hai với Garrincha là cầu thủ ngôi sao, trong khi Pelé, bị chấn thương trong trận đấu thứ hai tại vòng bảng với Tiệp Khắc và không thể chơi phần còn lại của giải đấu.
Tại World Cup 1966, Brasil đã có màn trình diễn siêu tệ nhất của họ tại một kỳ World Cup. Giải đấu năm 1966 được ghi nhớ vì các đội bóng đã thi triển lối chơi vô cùng bạo lực như kéo áo, đẩy người, xoạc sau, đánh cùi chỏ, dùng tay để chơi bóng, v..v., và Pelé là một trong những cầu thủ bị ảnh hưởng nặng nề nhất khi ông bị chấn thương trong trận đấu với Bồ Đào Nha. Brasil bị loại ngay từ vòng bảng, trở thành nhà đương kim vô địch World Cup thứ hai bị loại sau vòng bảng World Cup. Sau khi giải đấu kết thúc, Pelé tuyên bố rằng ông không muốn thi đấu tại World Cup thêm một lần nữa, tuy nhiên, ông đã lại trở lại vào năm 1970.
Brasil đã giành cúp thế giới lần thứ ba tại World Cup 1970 tại Mexico. Đội tuyển Brasil năm đó được đánh giá là đội bóng xuất sắc nhất trong lịch sử với một dàn sao gồm Pelé, đội trưởng Carlos Alberto Torres, Jairzinho, Tostão, Gérson và Rivelino, mặc dù Garrincha đã giải nghệ trước đó, nhưng đội hình này vẫn được xem là mạnh nhất thế giới khi đó. Họ đã thắng cả sáu trận của họ tại giải đấu này: 4-1 trước Tiệp Khắc, 1-0 trước Anh và 3-2 trước Rumani ở vòng bảng. Họ sau đó hạ Peru 4-2 ở tứ kết, 3-1 trước Uruguay ở bán kết và hủy diệt Italia 4-1 ở trận chung kết. Pelé kết thúc giải đấu với 4 bàn. Brasil giành chiếc cúp Jules Rimet lần thứ ba, trở thành quốc gia đầu tiên đạt được cột mốc lịch sử này. Điều này có nghĩa là họ đã được phép giữ chiếc cúp Jules Rimet vĩnh viễn.

### Suy yếu (1974-90)
Với việc Pelé giải nghệ, Brasil đã không thể vượt qua Hà Lan tại bán kết World Cup 1974 diễn ra ở Tây Đức, và sau khi thua Ba Lan 0-1 ở trận tranh giải ba, họ kết thúc giải ở vị trí thứ tư. Brasil sau đó cũng bị loại tại vòng bảng thứ hai của World Cup 1978, dù không để thua trận đấu nào, do thua kém Argentina về hiệu số bàn thắng bại.
Tại World Cup 1982 tổ chức ở Tây Ban Nha, Brasil là được xem là ứng cử viên số 1 cho ngôi vô địch, và trên thực tế họ đã dễ dàng vượt qua vòng bảng, nhưng họ đã bị loại sau thất bại 2-3 ở sân Camp Nou (hay còn gọi là Nou Camp) trước Ý, trong một trận đấu được coi là kinh điển trong lịch sử World Cup. Đội tuyển Brasil năm 1982, với những hảo thủ như Sócrates, Zico, Falcão và Éder, được xem là đội bóng vĩ đại nhất chưa bao giờ giành được một chức vô địch World Cup.
Tại World Cup 1986 ở Mexico, Brasil vẫn là một đội bóng rất mạnh và kỷ luật hơn nhiều so với bốn năm trước đó, tuy vậy họ đã bị đội tuyển Pháp của Michel Platini loại ở tứ kết.
Năm 1989, Brasil giành danh hiệu Copa America đầu tiên kể từ năm 1949.
Tại World Cup 1990 ở Ý, Brasil đã được huấn luyện bởi Sebastião Lazaroni, đã từng là huấn luyện viên tại Copa América 1989. Với một chiến thuật nghiêng về phòng thủ, với nòng cốt là tiền vệ Dunga, đội bóng thiếu sáng tạo Brasil đã bị loại bởi Argentina của Diego Maradona ngay tại vòng 16 đội ở Turin với tỉ số 1-0.

### Trở lại với đỉnh cao (1994-2002)

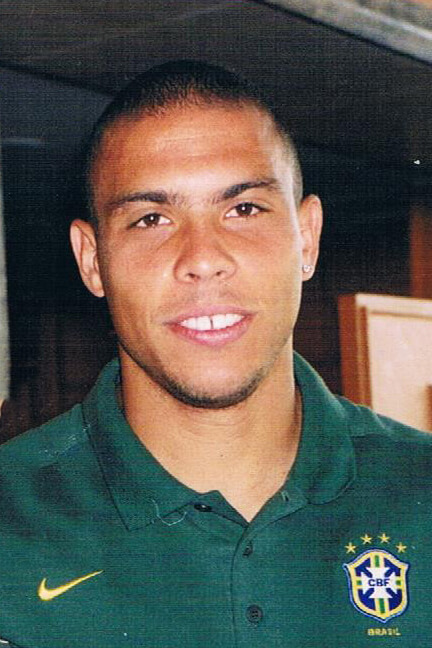
Tiền đạo Ronaldo được xem là cầu thủ Brasil xuất sắc nhất trong giai đoạn 1994-2002

Brasil đã trải qua 24 năm mà không vô địch một kỳ World Cup nào. Họ cuối cùng cũng trở lại với đỉnh cao tại giải đấu năm 1994 ở Hoa Kỳ, nơi một đội tuyển Brasil đầy thực dụng của những Romario, Bebeto, Dunga, Cláudio Taffarel và Jorginho đã lập kỉ lục trở thành đội đầu tiên bốn lần vô địch thế giới. Họ đánh bại chủ nhà Hoa Kỳ 1-0 tại vòng 16 ở San Francisco, một chiến thắng 3-2 trước Hà Lan ở vòng tứ kết tại Dallas, và chiến thắng 1-0 trước Thụy Điển ở vòng bán kết tại Los Angeles. Họ vượt qua Italia của Roberto Baggio trên chấm phạt đền trong trận chung kết để lên ngôi vô địch.
Tại World Cup 1998, đội tuyển Brasil chơi ấn tượng và lọt vào đến chung kết. Tuy nhiên, lần này họ phải chấp nhận ngôi á quân sau khi để thua 0-3 trước chủ nhà Pháp trong trận đấu cuối cùng. Ngôi sao lớn nhất của họ trong giải đấu năm đó, Ronaldo bất ngờ lên cơn động kinh bí ẩn ngay trước khi trận đấu chung kết diễn ra, khiến anh bất ngờ chơi dưới phong độ, bất chấp trước đó đã ghi đến 4 bàn tại giải.
4 năm sau, "Bộ Ba R" (Ronaldo, Rivaldo và Ronaldinho) đã đưa đội tuyển Brasil giành chức vô địch thế giới thứ năm tại World Cup 2002, giải đấu được tổ chức ở 2 quốc gia Hàn Quốc và Nhật Bản. Brasil giành vé vào vòng 16 với vị trí đầu bảng sau khi đánh bại cả ba đối thủ là Thổ Nhĩ Kỳ, Costa Rica và Trung Quốc. Sau đó Brasil đã đánh bại Bỉ 2–0 tại Kobe ở vòng 16 với hai bàn thắng của Rivaldo và Ronaldo. Đối đầu với đội tuyển Anh trong trận tứ kết ở Shizuoka, họ thắng 2–1, với bàn thắng ấn định tỉ số tới từ một cú đá phạt tuyệt đẹp của Ronaldinho. Trận bán kết tái đấu Thổ Nhĩ Kỳ ở Saitama; Brasil thắng 1–0 với Ronaldo là người ghi bàn duy nhất. Trong trận chung kết giữa Đức và Brasil ở Yokohama, Ronaldo đã ghi cả hai bàn thắng trong chiến thắng 2–0 của Brasil. Ronaldo cũng đã giành được danh hiệu Chiếc giày vàng khi là cầu thủ ghi bàn hàng đầu của giải đấu năm đó với 8 bàn thắng.
Brasil đã giành được chức vô địch Copa América năm 2004, chức vô địch lần thứ ba của họ trong bốn lần tham dự kể kể từ năm 1997. Brasil cũng đã giành được danh hiệu FIFA Confederations Cup lần thứ hai vào năm 2005. Huấn luyện viên Carlos Alberto Parreira đã xây dựng đội hình của Brasil với sơ đồ 4-2-2-2. Với biệt danh là "Bộ tứ ma thuật", hàng tấn công của Brasil giai đoạn này được xây dựng xung quanh bốn ngôi sao: Ronaldo, Adriano, Kaká và Ronaldinho.

### Hạn hán World Cup (2006-nay)

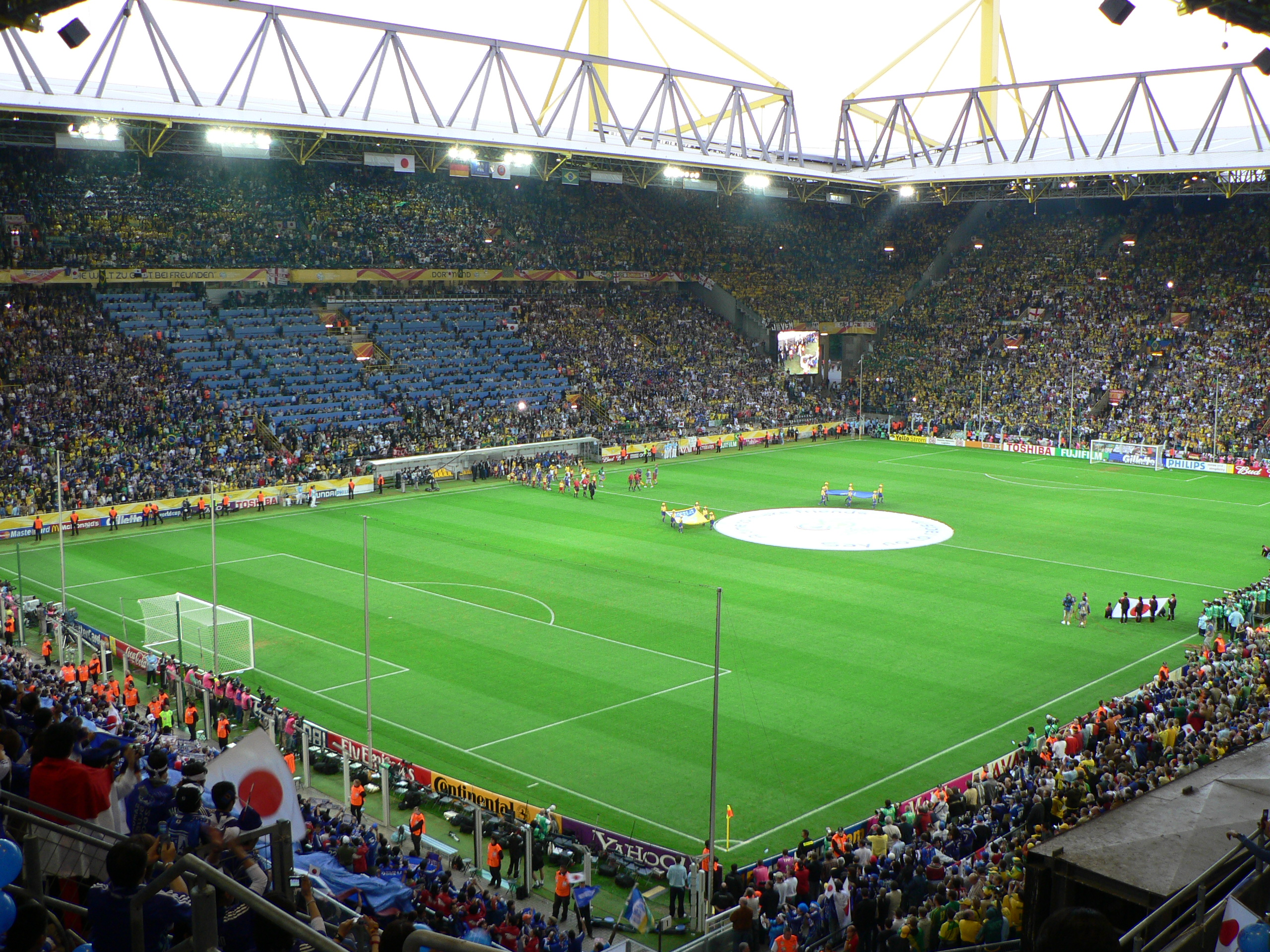
Hai đội Brasil và Nhật Bản bước vào sân trước trận đấu ở World Cup 2006

Tại World Cup 2006, Brasil khởi đầu khá nhàn nhã với hai chiến thắng trước Croatia (1-0) và Australia (2-0). Trong trận đấu cuối cùng của vòng bảng gặp Nhật Bản, Brasil tiếp tục giành chiến thắng với tỷ số 4-1. Ronaldo ghi hai bàn trận này, qua đó cân bằng kỷ lục về số bàn thắng nhiều nhất ở các kỳ World Cup của Gerd Muller. Ở vòng 16 đội, Brasil dễ dàng đánh bại Ghana với tỷ số 3-0. Một bàn thắng của Ronaldo trong trận đấu này giúp anh trở thành cầu thủ ghi bàn nhiều nhất trong lịch sử World Cup. Tuy nhiên, Brasil đã bị loại ở tứ kết trước Pháp trong một trận đấu mà cầu thủ Zinedine Zidane của Pháp đã làm lu mờ hoàn toàn các ngôi sao của Selecao. Chung cuộc Brasil thua 0-1 bởi bàn thắng duy nhất của Thierry Henry.
Carlos Dunga được bổ nhiệm làm huấn luyện viên trưởng đội tuyển Brasil sau thất bại ở World Cup 2006. Dưới sự dẫn dắt của ông, đội hình Brasil bắt đầu có sự thay máu mạnh mẽ khi nhiều công thần như Ronaldo, Ronaldinho, Roberto Carlos và Adriano không còn được trọng dụng, thay vào đó là những nhân tố mới như Dani Alves, Maicon, Elano, Robinho hay Luis Fabiano. Brasil vẫn giành chức vô địch Cúp bóng đá Nam Mỹ 2007 sau chiến thắng 3-0 trước kình địch Argentina. Hai năm sau khi giành chức vô địch Copa América 2007, Brasil tiếp tục khẳng định vị thế của mình là một trong những đội bóng mạnh nhất thế giới bằng cách giành chức vô địch Cúp Liên đoàn các châu lục 2009.
Tại World Cup 2010 diễn ra ở Nam Phi, Brasil khởi đầu đầy hứng khởi với hai chiến thắng liên tiếp trước Triều Tiên (2-1) và Bờ Biển Ngà (3-1). Trận đấu cuối cùng của vòng bảng gặp Bồ Đào Nha khép lại với tỷ số hòa 0-0. Ở vòng 16 đội, Brasil dễ dàng vượt qua Chile với tỷ số 3-0. Tuy nhiên, giấc mơ vàng của họ tan vỡ ở tứ kết khi gặp Hà Lan. Mặc dù chơi áp đảo trong hiệp một và ghi bàn dẫn trước, những sai lầm ở hệ thống phòng ngự trong hiệp hai và chiếc thẻ đỏ của Felipe Melo khiến Brasil thua chung cuộc 1-2 và lần thứ hai liên tiếp bị loại ở tứ kết World Cup. Thất bại cay đắng này khiến Dunga bị sa thải.
Vào tháng 7 năm 2010, Mano Menezes được bổ nhiệm làm huấn luyện viên trưởng mới của Brasil. Tuy nhiên, ngay tại Cúp bóng đá Nam Mỹ 2011, Brasil đã phải nhận thất bại cay đắng trước Paraguay ở tứ kết sau loạt sút luân lưu khi tất cả các cầu thủ của họ đều sút hỏng. Vào ngày 4 tháng 7 năm 2012, Brasil đã tụt xuống vị trí thứ 11 trên bảng xếp hạng FIFA vì chỉ thi đấu các trận giao hữu, không có trận đấu chính thức nào kể từ khi giành quyền tham dự World Cup 2014 với tư cách là chủ nhà.

#### Sự trở lại của Luiz Felipe Scolari (2013-2014)
Tháng 11 năm 2012, HLV Mano Menezes bị sa thải và Luiz Felipe Scolari, người từng đưa Brasil vô địch World Cup 2002, được bổ nhiệm thay thế.

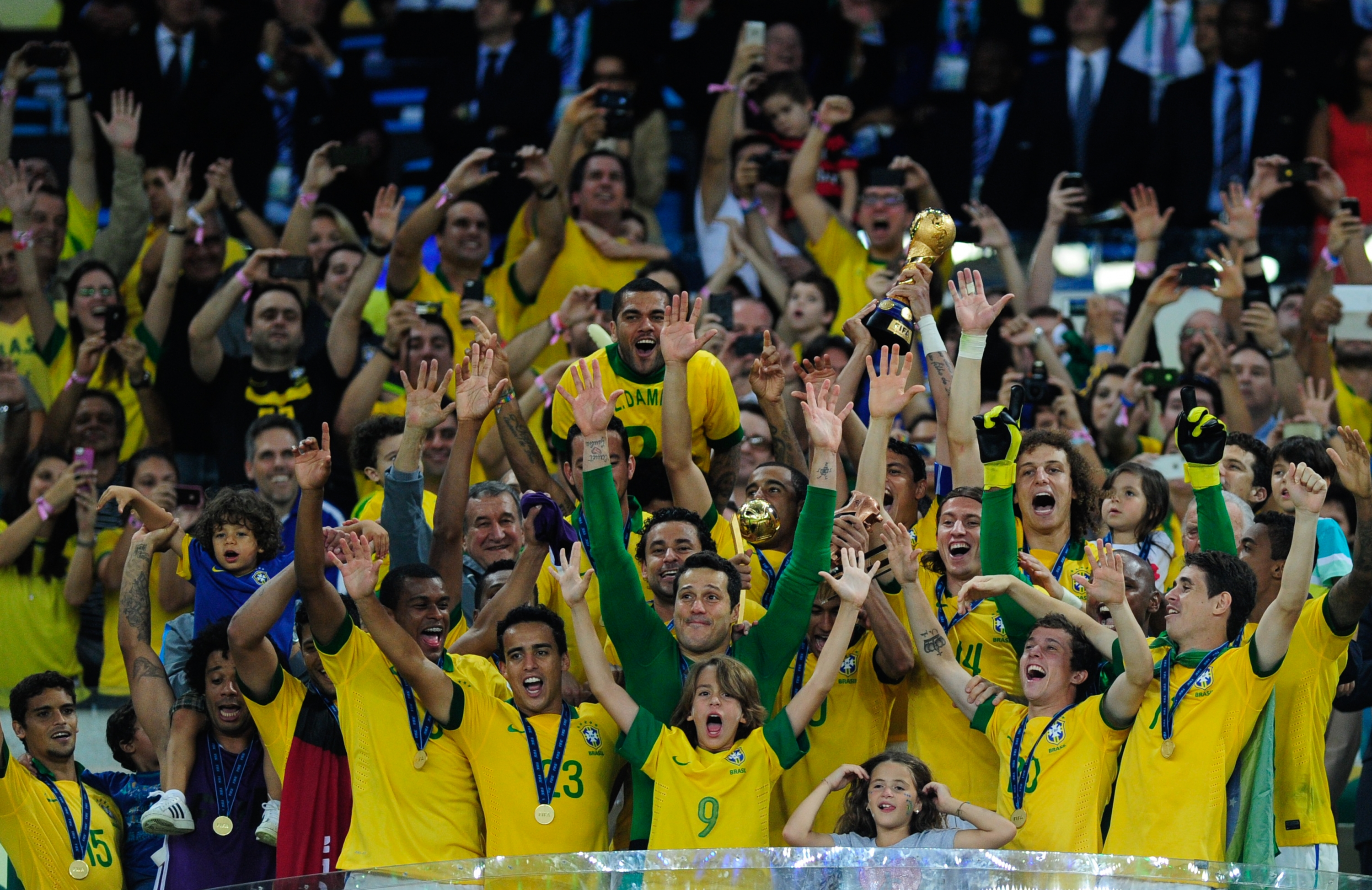
Cầu thủ Brasil ăn mừng chiến thắng sau khi lên ngôi vô địch Cúp Liên đoàn các châu lục FIFA 2013

Brasil bước vào Cúp Liên đoàn các châu lục 2013 với tư cách là đương kim vô địch giải đấu, nhưng họ đang đứng thứ 22 trên bảng xếp hạng FIFA, thứ hạng thấp nhất từ trước đến nay. Tuy nhiên, với sự tỏa sáng của ngôi sao mới Neymar, Selecao đã khẳng định sức mạnh tuyệt đối của mình và bảo vệ thành công chức vô địch, đánh bại Tây Ban Nha 3-0 trong trận chung kết. Neymar được vinh danh là cầu thủ xuất sắc nhất giải đấu và nhận được Giải Quả bóng vàng và Giày đồng Adidas, còn Júlio César đã giành được Giải Găng tay vàng cho thủ môn xuất sắc nhất giải đấu.

##### World Cup 2014
Tại trận khai mạc World Cup 2014, đội chủ nhà Brasil đã giành chiến thắng 3-1 trước Croatia, với cú đúp của Neymar và bàn thắng của Oscar. Đây là chiến thắng đầu tiên của Brasil trên sân nhà tại World Cup sau 64 năm. Tiếp theo, Brasil hòa Mexico 0-0 trước khi giành vé vào vòng loại trực tiếp bằng chiến thắng 4-1 trước Cameroon. Neymar tiếp tục tỏa sáng với hai bàn thắng, còn Fred và Fernandinho ghi bàn còn lại. Ở vòng 16, Brasil đối đầu với Chile. David Luiz mở tỉ số cho Brasil ở phút 18, nhưng Chile đã nhanh chóng gỡ hòa ở phút 29 nhờ bàn thắng của Alexis Sanchez. Hai đội giằng co đến hết 120 phút thi đấu chính thức và phải phân định thắng thua trên loạt sút luân lưu. Trên chấm phạt đền, Neymar, David Luiz và Marcelo thành công, còn thủ môn Júlio César cản phá thành công ba cú sút của Chile giúp Brasil giành chiến thắng chung cuộc 3-2.

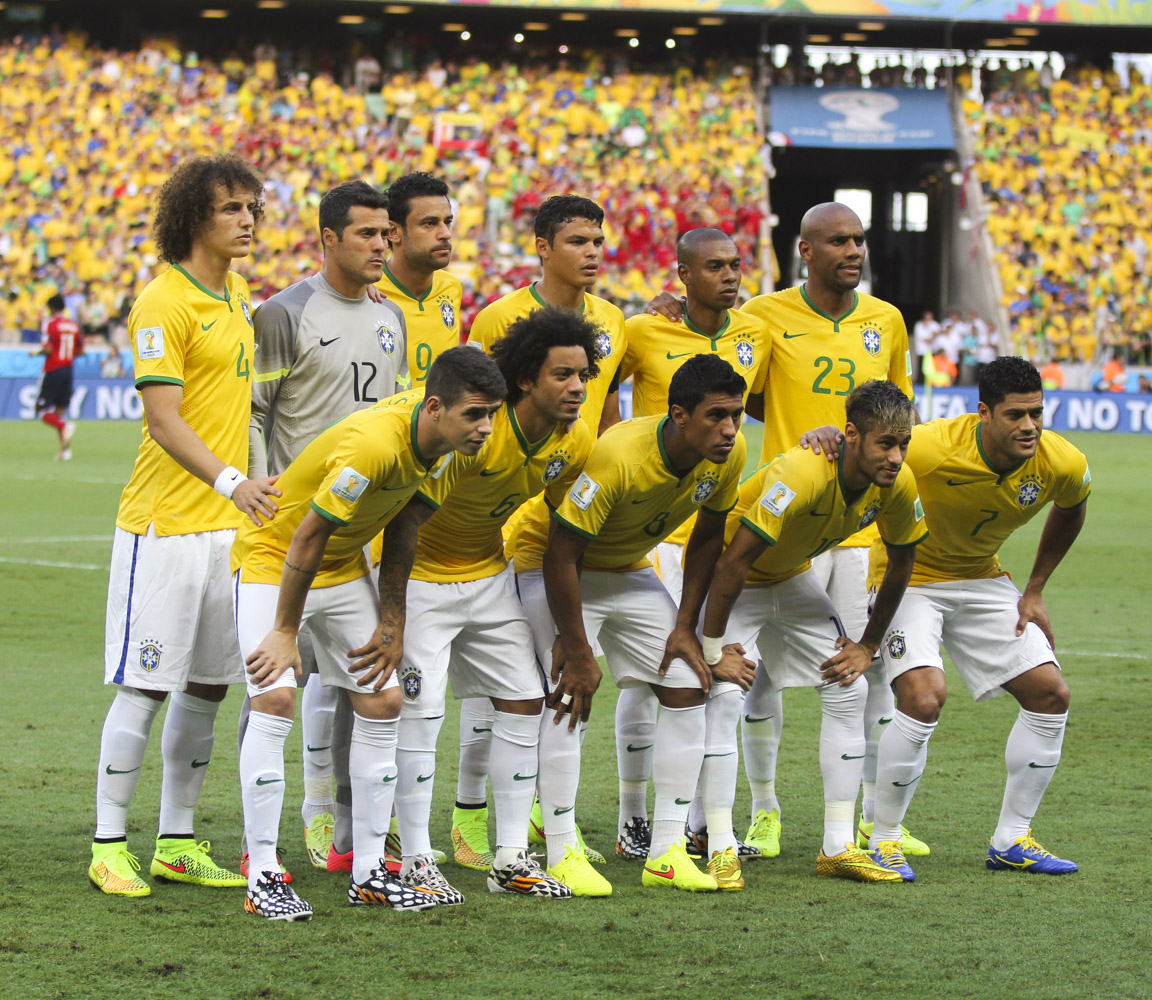
Tại World Cup 2014, Brasil đối đầu với Colombia. Neymar (hàng trước, thứ hai từ bên phải) đã phải rời sân trên cáng vì bị gãy xương đốt sống, đó cũng là trận đấu cuối cùng của anh tại giải đấu.

Brasil tiếp tục gặp khó khăn ở vòng tứ kết khi phải đối đầu với Colombia, một đối thủ cũng đến từ Nam Mỹ. Brasil đã giành chiến thắng 2-1 với những bàn thắng của David Luiz và Thiago Silva. Tuy nhiên, Neymar đã phải rời sân trong hiệp hai sau khi bị hậu vệ Colombia Juan Camilo Zúñiga va chạm với lưng. Neymar được đưa đến bệnh viện và được chẩn đoán bị gãy xương đốt sống, khiến anh không thể tham dự phần còn lại của giải đấu. Trước đó, Neymar đã là nhân tố quan trọng giúp Brasil thi đấu thành công. Anh đã ghi 4 bàn thắng, có 1 kiến tạo và được bầu là cầu thủ hay nhất trận 2 lần. Brasil gặp thêm những rắc rối trước trận bán kết với Đức khi Thiago Silva bị treo giò một trận do nhận thẻ vàng thứ hai của giải đấu ở tứ kết.
Ở trận bán kết World Cup 2014, Brasil đã phải hứng chịu thất bại nặng nề 1-7 trước Đức. Đây là trận thua tệ hại nhất của Brasil tại World Cup và là lần đầu tiên họ thua trên sân nhà trong một trận đấu chính thức kể từ năm 1975. Sau thất bại này, Brasil tiếp tục thua 0-3 trước Hà Lan trong trận tranh hạng ba và khép lại một kỳ World Cup đáng quên. Đội bóng Nam Mỹ kết thúc giải đấu với thành tích phòng ngự tệ nhất trong số 32 quốc gia tham dự, để thủng lưới 14 bàn.

#### Sự trở Lại Của Dunga (2014–2016)

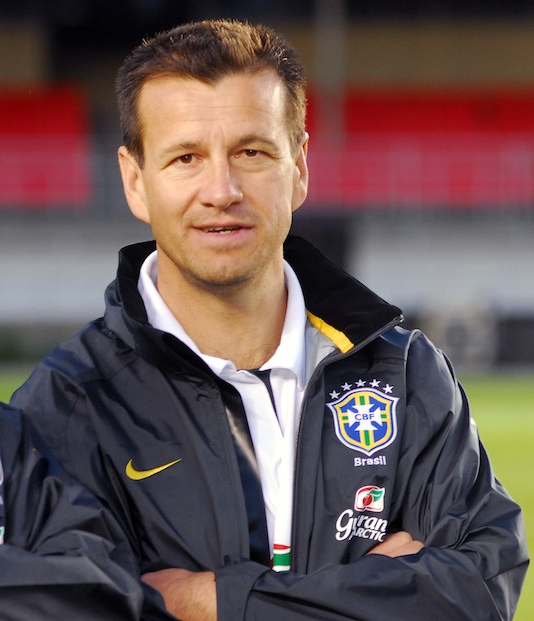
Dunga, cựu đội trưởng Brasil vô địch World Cup 1994, từng đảm nhiệm vai trò huấn luyện viên của đội tuyển giai đoạn 2006-2010 và 2014-2016.

Ngày 22 tháng 7 năm 2014, Dunga được bổ nhiệm trở lại làm huấn luyện viên trưởng Brasil, đánh dấu lần thứ hai ông nắm giữ vị trí này kể từ sau World Cup 2010.

##### Copa América 2015
Brasil khởi đầu giải đấu với một màn lội ngược dòng ngoạn mục trước Peru, với bàn thắng phút chót của Douglas Costa. Tuy nhiên, niềm vui của họ đã nhanh chóng bị dập tắt khi thất bại 0-1 trước Colombia ở trận tiếp theo, trận đấu mà Neymar bị truất quyền thi đấu vì ẩu đả với cầu thủ đối phương. Brasil kết thúc vòng bảng với chiến thắng 2-1 trước Venezuela, qua đó giành quyền vào vòng loại trực tiếp. Ở vòng tứ kết, Brasil đối đầu với Paraguay. Trận đấu diễn ra rất kịch tính và hai đội hòa nhau 1-1 sau 90 phút thi đấu chính thức. Brasil đã có cơ hội giành chiến thắng trong loạt sút luân lưu, nhưng họ đã thất bại với tỷ số 3-4. Thất bại này là một cú sốc lớn đối với Brasil. Đây là lần đầu tiên trong gần 20 năm, đội bóng Nam Mỹ không thể tham dự Cúp Liên đoàn các châu lục.

##### Cúp bóng đá Nam Mỹ 2016
Brasil khởi đầu Copa América Centenario 2016 với một trận hòa không bàn thắng trước Ecuador. Tuy nhiên, đội bóng Ecuador đã có cơ hội giành chiến thắng khi được hưởng một quả phạt đền ở hiệp hai, nhưng họ đã bỏ lỡ cơ hội này. Ở trận đấu tiếp theo, Brasil đã giành chiến thắng hủy diệt 7-1 trước Haiti. Philippe Coutinho đã ghi hat-trick, còn những bàn thắng còn lại được ghi bởi Gabriel Jesus, Renato Augusto, Marcelo và Neymar. Chỉ cần một trận hòa để vào vòng loại trực tiếp, nhưng Brasil đã bất ngờ để thua trước Peru với tỷ số 1-0. Bàn thắng duy nhất của trận đấu được ghi bởi Raul Ruidiaz ở phút 75, nhưng bàn thắng này đã gây ra nhiều tranh cãi. Nhiều người cho rằng Ruidiaz đã dùng tay để đưa bóng vào lưới. Đây là lần đầu tiên họ thua trước Peru kể từ năm 1985 và cũng là lần đầu tiên họ bị loại từ vòng bảng Copa América kể từ năm 1987.

#### Kỷ Nguyên Tite (2016–2022)

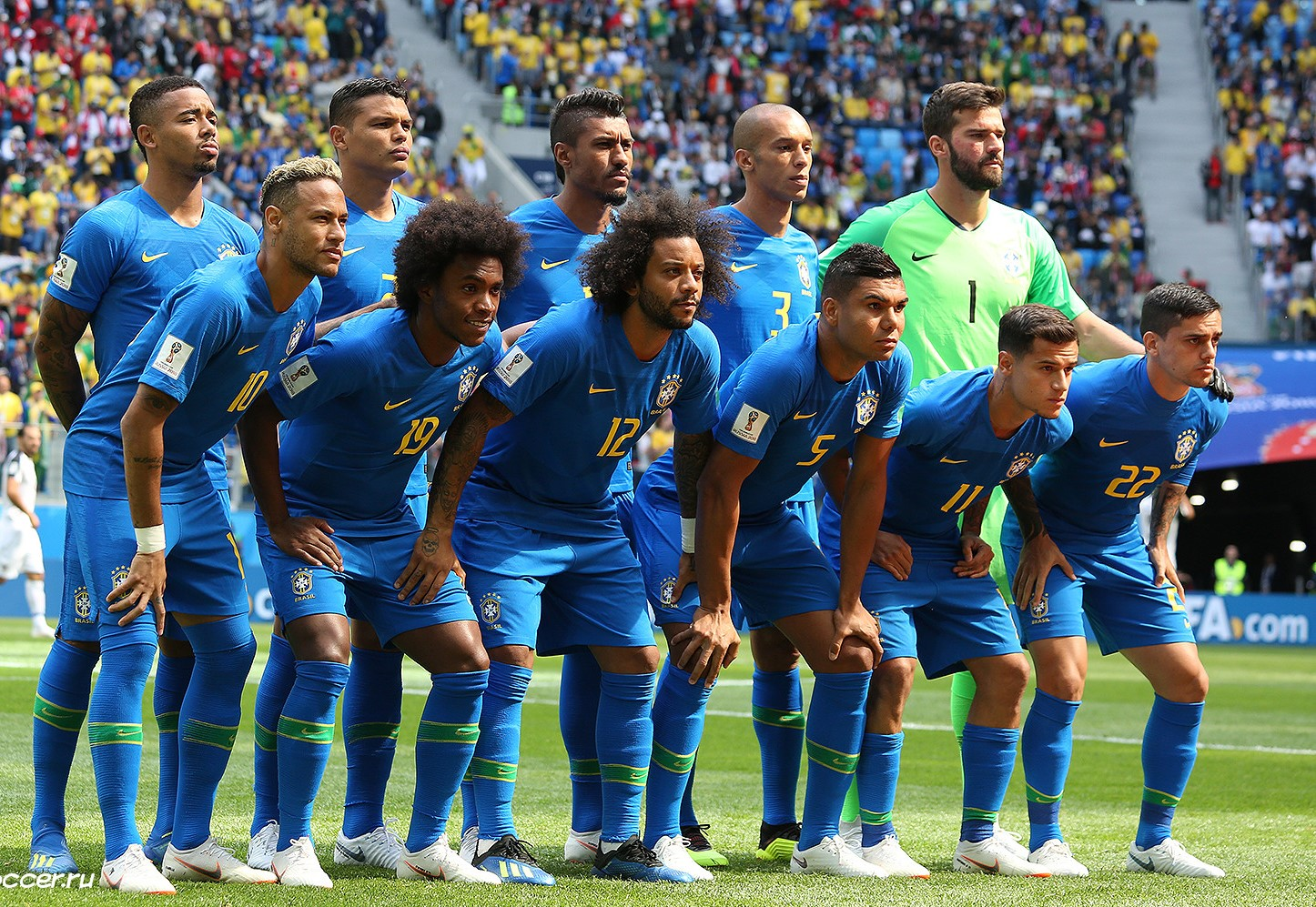
Đội tuyển Brasil trước trận đấu vòng bảng với Costa Rica tại FIFA World Cup 2018 ở Nga

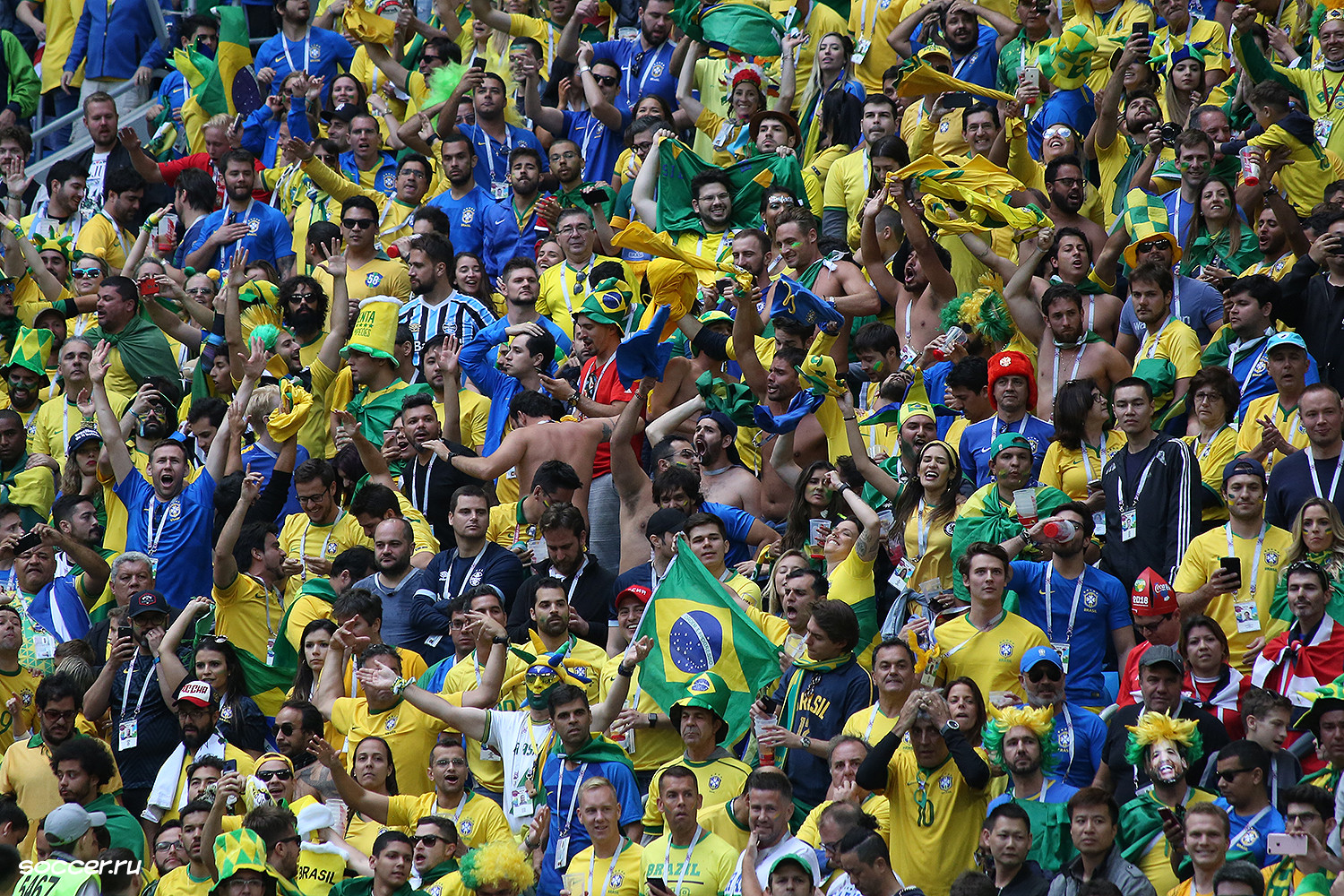
Cổ động viên Brasil tại World Cup 2018

Ngày 14 tháng 6 năm 2016, Tite được Liên đoàn bóng đá Brasil (CBF) bổ nhiệm làm huấn luyện viên đội tuyển quốc gia thay thế Carlos Dunga sau thất bại ở Copa America 2016. Sáu ngày sau đó, Tite chính thức bắt đầu công việc mới của mình với mục tiêu vực dậy một tập thể Selecao đang rệu rã.
Tite đã đóng vai trò quan trọng giúp Brasil chơi khởi sắc ở vòng loại World Cup 2018 và lấy lại vị thế ông lớn của bóng đá Nam Mỹ. Trận đấu đầu tiên của ông là chiến thắng 3-0 trước Ecuador trên sân khách vào ngày 2 tháng 9. Tite tiếp tục dẫn dắt Brasil giành chiến thắng 2-1 trước Colombia, 5-0 trước Bolivia, 2-0 trước Venezuela và 3-0 trước kình địch Argentina, qua đó giúp đội bóng lên đầu bảng xếp hạng vòng loại World Cup 2018. Brasil sau đó liên tiếp đánh bại Uruguay 4-1 và Paraguay 3-0 để trở thành đội đầu tiên, bên cạnh chủ nhà Nga, giành quyền tham dự World Cup.
Brasil bắt đầu chiến dịch World Cup 2018 với trận hòa 1-1 đáng tiếc trước Thụy Sĩ, qua đó đánh dấu trận mở màn không thắng đầu tiên của họ kể từ năm 1978. Tuy nhiên, họ đã nhanh chóng lấy lại phong độ và giành chiến thắng 2-0 trước Costa Rica ở trận đấu sau đó, với các bàn thắng của Coutinho và Neymar trong thời gian bù giờ. Chiến thắng này giúp Brasil giành quyền vào vòng 16 đội với tư cách là đội nhất bảng. Ở vòng 16 đội, Brasil tiếp tục đánh bại Mexico với tỷ số 2-0, nhờ các bàn thắng của Neymar và Firmino. Tuy nhiên, hành trình của Brasil tại World Cup 2018 đã kết thúc đáng tiếc ở tứ kết, khi họ để thua Bỉ với tỷ số 1-2 trong một trận đấu mà thủ môn Thibaut Courtois của Bỉ đã chơi quá xuất sắc và khước từ nhiều cơ hội của Neymar và các đồng đội.
Vào ngày 7 tháng 7 năm 2019, đội tuyển Brasil đánh bại Peru 3-1 ở chung kết Copa America 2019 để có lần thứ chín vô địch Nam Mỹ, đây cũng là chức vô địch Copa America lần đầu tiên của Brasil sau 12 năm. Trước thềm World Cup 2022, Brasil được kỳ vọng sẽ giành chức vô địch thế giới lần thứ sáu khi họ đang sở hữu một đội hình mạnh và đồng đều nhất trong nhiều năm qua. Đội hình của Brazil khi đó gồm hầu hết các cầu thủ đang đạt phong độ cao tại các câu lạc bộ lớn ở châu Âu. Trên hàng công, bên cạnh chủ công Neymar, hai cầu thủ giành UEFA Champions League 2021–22 cùng Real Madrid C.F. là Vinicius Junior và Rodrygo đều có mặt. Ở tuyến giữa, cùng Casemiro và Fabinho, HLV Tite còn sở hữu cầu thủ đang đạt phong độ cao tại Newcastle United là Bruno Guimaraes. Những cầu thủ mới nổi như Raphinha, Antony, Richarlison, hay Gabriel Martinelli cũng được trao cơ hội. Trước đó, Brasil đã thể hiện sức mạnh tuyệt đối ở Nam Mỹ khi bất bại và dẫn đầu vòng loại World Cup 2022 với 14 thắng và ba hòa, dù đá thiếu một trận do một cuộc đối đầu với Argentina vào tháng 9 năm 2021 bị hủy vì quy tắc phòng chống đại dịch COVID-19. 
Ở vòng chung kết World Cup 2022, Brasil sớm giành quyền vượt qua vòng bảng sau khi đánh bại Serbia 2-0 và Thụy Sĩ 1-0. Đội để thua Cameroon 0-1 ở lượt cuối vòng bảng với đội hình dự bị nhưng vẫn đứng đầu bảng. Sau khi đón các trụ cột trở lại thi đấu, Brasil thi đấu thăng hoa và giành chiến thắng dễ dàng 4-1 trước Hàn Quốc ở vòng 16 đội với cả bốn bàn của đội đều được ghi trong hiệp một. Tuy nhiên, khi gặp Croatia ở tứ kết, Brasil đã trải qua một trận đấu vất vả khi thủ môn Dominik Livaković thi đấu quá xuất sắc và khước từ nhiều cơ hội ghi bàn của Selecao. Hai đội bất phân thắng bại sau hai hiệp chính và phải kéo nhau vào hiệp phụ. Giữa thế trận bế tắc, Neymar tỏa sáng với bàn thắng mở tỷ số ở hiệp phụ thứ nhất giúp Brasil vượt lên dẫn trước, nhưng sự sơ hở của hàng thủ đã khiến đội bị Croatia gỡ hòa khi hiệp phụ thứ hai chỉ còn 8 phút và bị kéo vào loạt sút luân lưu. Giữa áp lực tâm lý đang đè nặng, Brasil đã để thua Croatia 2-4 trên chấm phạt đền và lần thứ hai liên tiếp bị loại ở tứ kết World Cup, cũng là lần thứ tư trong năm kỳ World Cup gần nhất đội không lọt vào được bán kết. Sau thất bại này, huấn luyện viên trưởng Tite tuyên bố từ chức huấn luyện viên trưởng ĐTQG.

## Danh hiệu
- Vô địch thế giới

Vô địch: 1958; 1962; 1970; 1994; 2002
Á quân: 1950; 1998
Hạng ba: 1938; 1978
- Vô địch Liên đoàn châu lục

Vô địch: 1997; 2005; 2009; 2013
Á quân: 1999
- Vô địch Nam Mỹ: 9

Vô địch (9): 1919; 1922; 1949; 1989; 1997; 1999; 2004; 2007; 2019
Á quân (12): 1921; 1925; 1937; 1945; 1946; 1953; 1957; 1959; 1983; 1991; 1995; 2021
Hạng ba (7): 1916; 1917; 1920; 1942; 1959; 1975; 1979
- Vô địch CONCACAF

Á quân: 1996; 2003
Hạng ba: 1998
- Bóng đá nam tại Olympic:

 2016; 2020
 1984; 1988
- Bóng đá nam tại Pan Americas Games:

 1963; 1975; 1979; 1987
 1959
 1983

## Thành tích

### Giải vô địch bóng đá thế giới
| Năm       | Thành tích          | St                 | T                  | H                  | B                  | Bt                 | Bb                 |
| --------- | ------------------- | ------------------ | ------------------ | ------------------ | ------------------ | ------------------ | ------------------ |
| 1930      | Vòng bảng           | 2                  | 1                  | 0                  | 1                  | 5                  | 2                  |
| 1934      | Vòng 16 đội         | 1                  | 0                  | 0                  | 1                  | 1                  | 3                  |
| 1938      | Hạng ba             | 5                  | 3                  | 1                  | 1                  | 14                 | 11                 |
| 1950      | Á quân              | 6                  | 4                  | 1                  | 1                  | 22                 | 6                  |
| 1954      | Tứ kết              | 3                  | 1                  | 1                  | 1                  | 8                  | 5                  |
| 1958      | Vô địch             | 6                  | 5                  | 1                  | 0                  | 16                 | 4                  |
| 1962      | Vô địch             | 6                  | 5                  | 1                  | 0                  | 14                 | 5                  |
| 1966      | Vòng bảng           | 3                  | 1                  | 0                  | 2                  | 4                  | 6                  |
| 1970      | Vô địch             | 6                  | 6                  | 0                  | 0                  | 19                 | 7                  |
| 1974      | Hạng tư             | 7                  | 3                  | 2                  | 2                  | 6                  | 4                  |
| 1978      | Hạng ba             | 7                  | 4                  | 3                  | 0                  | 10                 | 3                  |
| 1982      | Vòng 2              | 5                  | 4                  | 0                  | 1                  | 15                 | 6                  |
| 1986      | Tứ kết              | 5                  | 4                  | 1                  | 0                  | 10                 | 1                  |
| 1990      | Vòng 16 đội         | 4                  | 3                  | 0                  | 1                  | 4                  | 2                  |
| 1994      | Vô địch             | 7                  | 5                  | 2                  | 0                  | 11                 | 3                  |
| 1998      | Á quân              | 7                  | 4                  | 1                  | 2                  | 14                 | 10                 |
| 2002      | Vô địch             | 7                  | 7                  | 0                  | 0                  | 18                 | 4                  |
| 2006      | Tứ kết              | 5                  | 4                  | 0                  | 1                  | 10                 | 2                  |
| 2010      | Tứ kết              | 5                  | 3                  | 1                  | 1                  | 9                  | 4                  |
| 2014      | Hạng tư             | 7                  | 3                  | 2                  | 2                  | 11                 | 14                 |
| 2018      | Tứ kết              | 5                  | 3                  | 1                  | 1                  | 8                  | 3                  |
| 2022      | Tứ kết              | 5                  | 3                  | 1                  | 1                  | 8                  | 3                  |
| 2026      | Vượt qua vòng loại  | Vượt qua vòng loại | Vượt qua vòng loại | Vượt qua vòng loại | Vượt qua vòng loại | Vượt qua vòng loại | Vượt qua vòng loại |
| 2030      | Chưa xác định       | Chưa xác định      | Chưa xác định      | Chưa xác định      | Chưa xác định      | Chưa xác định      | Chưa xác định      |
| 2034      | Chưa xác định       | Chưa xác định      | Chưa xác định      | Chưa xác định      | Chưa xác định      | Chưa xác định      | Chưa xác định      |
| Tổng cộng | 23/23 5 lần vô địch | 114                | 76                 | 19                 | 19                 | 237                | 108                |

### Cúp Liên đoàn các châu lục
| Năm       | Kết quả                   | St                        | T                         | H                         | B                         | Bt                        | Bb                        |
| --------- | ------------------------- | ------------------------- | ------------------------- | ------------------------- | ------------------------- | ------------------------- | ------------------------- |
| 1992      | Không giành quyền tham dự | Không giành quyền tham dự | Không giành quyền tham dự | Không giành quyền tham dự | Không giành quyền tham dự | Không giành quyền tham dự | Không giành quyền tham dự |
| 1995      | Không giành quyền tham dự | Không giành quyền tham dự | Không giành quyền tham dự | Không giành quyền tham dự | Không giành quyền tham dự | Không giành quyền tham dự | Không giành quyền tham dự |
| 1997      | Vô địch                   | 5                         | 4                         | 1                         | 0                         | 14                        | 2                         |
| 1999      | Á quân                    | 5                         | 4                         | 0                         | 1                         | 16                        | 6                         |
| 2001      | Hạng tư                   | 5                         | 1                         | 2                         | 2                         | 3                         | 3                         |
| 2003      | Vòng 1                    | 3                         | 1                         | 1                         | 1                         | 3                         | 3                         |
| 2005      | Vô địch                   | 5                         | 3                         | 1                         | 1                         | 12                        | 6                         |
| 2009      | Vô địch                   | 5                         | 5                         | 0                         | 0                         | 14                        | 5                         |
| 2013      | Vô địch                   | 5                         | 5                         | 0                         | 0                         | 14                        | 3                         |
| 2017      | Không giành quyền tham dự | Không giành quyền tham dự | Không giành quyền tham dự | Không giành quyền tham dự | Không giành quyền tham dự | Không giành quyền tham dự | Không giành quyền tham dự |
| Tổng cộng | 7/10 4 lần: Vô địch       | 33                        | 23                        | 5                         | 5                         | 78                        | 27                        |

### Cúp bóng đá Nam Mỹ
| Copa América | Copa América  | Copa América | Copa América | Copa América | Copa América | Copa América | Copa América | Copa América |
| Năm          | Thành tích    | Thứ hạng     | Số trận      | Thắng        | Hòa          | Thua         | Bàn thắng    | Bàn thua     |
| ------------ | ------------- | ------------ | ------------ | ------------ | ------------ | ------------ | ------------ | ------------ |
| 1916         | Hạng ba       | 3rd          | 3            | 0            | 2            | 1            | 3            | 4            |
| 1917         | Hạng ba       | 3rd          | 3            | 1            | 0            | 2            | 7            | 8            |
| 1919         | Vô địch       | 1st          | 4            | 3            | 1            | 0            | 12           | 3            |
| 1920         | Hạng ba       | 3rd          | 3            | 1            | 0            | 2            | 1            | 8            |
| 1921         | Á quân        | 2nd          | 3            | 1            | 0            | 2            | 4            | 3            |
| 1922         | Vô địch       | 1st          | 5            | 2            | 3            | 0            | 7            | 2            |
| 1923         | Hạng tư       | 4th          | 3            | 0            | 0            | 3            | 2            | 5            |
| 1924         | Bỏ cuộc       | Bỏ cuộc      | Bỏ cuộc      | Bỏ cuộc      | Bỏ cuộc      | Bỏ cuộc      | Bỏ cuộc      | Bỏ cuộc      |
| 1925         | Á quân        | 2nd          | 4            | '2           | 1            | 1            | 11           | 9            |
| 1926         | Bỏ cuộc       | Bỏ cuộc      | Bỏ cuộc      | Bỏ cuộc      | Bỏ cuộc      | Bỏ cuộc      | Bỏ cuộc      | Bỏ cuộc      |
| 1927         | Bỏ cuộc       | Bỏ cuộc      | Bỏ cuộc      | Bỏ cuộc      | Bỏ cuộc      | Bỏ cuộc      | Bỏ cuộc      | Bỏ cuộc      |
| 1929         | Bỏ cuộc       | Bỏ cuộc      | Bỏ cuộc      | Bỏ cuộc      | Bỏ cuộc      | Bỏ cuộc      | Bỏ cuộc      | Bỏ cuộc      |
| 1935         | Bỏ cuộc       | Bỏ cuộc      | Bỏ cuộc      | Bỏ cuộc      | Bỏ cuộc      | Bỏ cuộc      | Bỏ cuộc      | Bỏ cuộc      |
| 1937         | Á quân        | 2nd          | 6            | 4            | 0            | 2            | 17           | 11           |
| 1939         | Bỏ cuộc       | Bỏ cuộc      | Bỏ cuộc      | Bỏ cuộc      | Bỏ cuộc      | Bỏ cuộc      | Bỏ cuộc      | Bỏ cuộc      |
| 1941         | Bỏ cuộc       | Bỏ cuộc      | Bỏ cuộc      | Bỏ cuộc      | Bỏ cuộc      | Bỏ cuộc      | Bỏ cuộc      | Bỏ cuộc      |
| 1942         | Hạng ba       | 3rd          | 6            | 3            | 1            | 2            | 15           | 7            |
| 1945         | Á quân        | 2nd          | 6            | 5            | 0            | 1            | 19           | 5            |
| 1946         | Á quân        | 2nd          | 5            | 3            | 1            | 1            | 13           | 7            |
| 1947         | Bỏ cuộc       | Bỏ cuộc      | Bỏ cuộc      | Bỏ cuộc      | Bỏ cuộc      | Bỏ cuộc      | Bỏ cuộc      | Bỏ cuộc      |
| 1949         | Vô địch       | 1st          | 8            | 7            | 0            | 1            | 46           | 7            |
| 1953         | Á quân        | 2nd          | 7            | 4            | 0            | 3            | 17           | 9            |
| 1955         | Bỏ cuộc       | Bỏ cuộc      | Bỏ cuộc      | Bỏ cuộc      | Bỏ cuộc      | Bỏ cuộc      | Bỏ cuộc      | Bỏ cuộc      |
| 1956         | Hạng tư       | 4th          | 5            | 2            | 2            | 1            | 4            | 5            |
| 1957         | Á quân        | 2nd          | 6            | 4            | 0            | 2            | 23           | 9            |
| 1959         | Á quân        | 2nd          | 6            | 4            | 2            | 0            | 17           | 7            |
| 1959         | Hạng ba       | 3rd          | 4            | 2            | 0            | 2            | 7            | 10           |
| 1963         | Hạng tư       | 4th          | 6            | 2            | 1            | 3            | 12           | 13           |
| 1967         | Bỏ cuộc       | Bỏ cuộc      | Bỏ cuộc      | Bỏ cuộc      | Bỏ cuộc      | Bỏ cuộc      | Bỏ cuộc      | Bỏ cuộc      |
| 1975         | Hạng ba       | 3rd          | 6            | 5            | 0            | 1            | 16           | 4            |
| 1979         | Hạng ba       | 3rd          | 6            | 2            | 2            | 2            | 10           | 9            |
| 1983         | Á quân        | 2nd          | 8            | 2            | 4            | 2            | 8            | 5            |
| 1987         | Vòng bảng     | 5th          | 2            | 1            | 0            | 1            | 5            | 4            |
| 1989         | Vô địch       | 1st          | 7            | 5            | 2            | 0            | 11           | 1            |
| 1991         | Á quân        | 2nd          | 7            | 4            | 1            | 2            | 12           | 8            |
| 1993         | Tứ kết        | 5th          | 4            | 1            | 2            | 1            | 6            | 4            |
| 1995         | Á quân        | 2nd          | 6            | 4            | 2            | 0            | 10           | 3            |
| 1997         | Vô địch       | 1st          | 6            | 6            | 0            | 0            | 22           | 3            |
| 1999         | Vô địch       | 1st          | 6            | 6            | 0            | 0            | 17           | 2            |
| 2001         | Tứ kết        | 6th          | 4            | 2            | 0            | 2            | 5            | 4            |
| 2004         | Vô địch       | 1st          | 6            | 3            | 2            | 1            | 13           | 6            |
| 2007         | Vô địch       | 1st          | 6            | 4            | 1            | 1            | 15           | 5            |
| 2011         | Tứ kết        | 8th          | 4            | 1            | 3            | 0            | 6            | 4            |
| 2015         | Tứ kết        | 5th          | 4            | 2            | 1            | 1            | 5            | 4            |
| 2016         | Vòng bảng     | 9th          | 3            | 1            | 1            | 1            | 7            | 2            |
| 2019         | Vô địch       | 1st          | 6            | 4            | 2            | 0            | 13           | 1            |
| 2020         | Á quân        | 2nd          | 7            | 5            | 1            | 1            | 12           | 3            |
| 2024         | Tứ kết        | 7th          | 4            | 1            | 3            | 0            | 5            | 2            |
| Tổng cộng    | 8 lần vô địch | 38/48        | 195          | 109          | 42           | 45           | 435          | 206          |

### Thế vận hội Mùa hè
- (Nội dung thi đấu dành cho cấp đội tuyển quốc gia cho đến kỳ Đại hội năm 1988)

| Thế vận hội Mùa hè | Thế vận hội Mùa hè       | Thế vận hội Mùa hè       | Thế vận hội Mùa hè       | Thế vận hội Mùa hè       | Thế vận hội Mùa hè       | Thế vận hội Mùa hè       | Thế vận hội Mùa hè       | Thế vận hội Mùa hè       | Thế vận hội Mùa hè |
| Năm                | Thành tích               | Thứ hạng                 | Số trận                  | Thắng                    | Hòa                      | Thua                     | Bàn thắng                | Bàn thua                 |                    |
| ------------------ | ------------------------ | ------------------------ | ------------------------ | ------------------------ | ------------------------ | ------------------------ | ------------------------ | ------------------------ | ------------------ |
| 1900               | Không tham dự            | Không tham dự            | Không tham dự            | Không tham dự            | Không tham dự            | Không tham dự            | Không tham dự            | Không tham dự            |                    |
| 1904               | Không tham dự            | Không tham dự            | Không tham dự            | Không tham dự            | Không tham dự            | Không tham dự            | Không tham dự            | Không tham dự            |                    |
| 1908               | Không tham dự            | Không tham dự            | Không tham dự            | Không tham dự            | Không tham dự            | Không tham dự            | Không tham dự            | Không tham dự            |                    |
| 1912               | Không tham dự            | Không tham dự            | Không tham dự            | Không tham dự            | Không tham dự            | Không tham dự            | Không tham dự            | Không tham dự            |                    |
| 1920               | Không tham dự            | Không tham dự            | Không tham dự            | Không tham dự            | Không tham dự            | Không tham dự            | Không tham dự            | Không tham dự            |                    |
| 1924               | Không tham dự            | Không tham dự            | Không tham dự            | Không tham dự            | Không tham dự            | Không tham dự            | Không tham dự            | Không tham dự            |                    |
| 1928               | Không tham dự            | Không tham dự            | Không tham dự            | Không tham dự            | Không tham dự            | Không tham dự            | Không tham dự            | Không tham dự            |                    |
| 1936               | Không tham dự            | Không tham dự            | Không tham dự            | Không tham dự            | Không tham dự            | Không tham dự            | Không tham dự            | Không tham dự            |                    |
| 1948               | Không tham dự            | Không tham dự            | Không tham dự            | Không tham dự            | Không tham dự            | Không tham dự            | Không tham dự            | Không tham dự            |                    |
| 1952               | Tứ kết                   | 6th                      | 3                        | 2                        | 0                        | 1                        | 9                        | 6                        |                    |
| 1956               | Không tham dự            | Không tham dự            | Không tham dự            | Không tham dự            | Không tham dự            | Không tham dự            | Không tham dự            | Không tham dự            |                    |
| 1960               | Vòng bảng                | 6th                      | 3                        | 2                        | 0                        | 1                        | 10                       | 6                        |                    |
| 1964               | Vòng bảng                | 9th                      | 3                        | 1                        | 1                        | 1                        | 5                        | 2                        |                    |
| 1968               | Vòng bảng                | 11th                     | 3                        | 0                        | 2                        | 1                        | 4                        | 5                        |                    |
| 1972               | Vòng bảng                | 12th                     | 3                        | 0                        | 1                        | 2                        | 4                        | 6                        |                    |
| 1976               | Hạng tư                  | 4th                      | 5                        | 2                        | 1                        | 2                        | 6                        | 6                        |                    |
| 1980               | Không vượt qua vòng loại | Không vượt qua vòng loại | Không vượt qua vòng loại | Không vượt qua vòng loại | Không vượt qua vòng loại | Không vượt qua vòng loại | Không vượt qua vòng loại | Không vượt qua vòng loại |                    |
| 1984               | Huy chương bạc           | 2nd                      | 6                        | 4                        | 1                        | 1                        | 9                        | 5                        |                    |
| 1988               | Huy chương bạc           | 2nd                      | 6                        | 4                        | 1                        | 1                        | 12                       | 4                        |                    |
| Tổng cộng          | 2 lần huy chương bạc     | 8/19                     | 32                       | 15                       | 7                        | 10                       | 59                       | 40                       |                    |

### Đại hội Thể thao liên Mỹ
- (Nội dung thi đấu dành cho cấp đội tuyển quốc gia cho đến kỳ Đại hội năm 1995)

| Đại hội Thể thao liên Mỹ | Đại hội Thể thao liên Mỹ | Đại hội Thể thao liên Mỹ | Đại hội Thể thao liên Mỹ | Đại hội Thể thao liên Mỹ | Đại hội Thể thao liên Mỹ | Đại hội Thể thao liên Mỹ | Đại hội Thể thao liên Mỹ | Đại hội Thể thao liên Mỹ |
| Năm                      | Thành tích               | Thứ hạng                 | Số trận                  | Thắng                    | Hòa                      | Thua                     | Bàn thắng                | Bàn thua                 |
| ------------------------ | ------------------------ | ------------------------ | ------------------------ | ------------------------ | ------------------------ | ------------------------ | ------------------------ | ------------------------ |
| 1951                     | Không tham dự            | Không tham dự            | Không tham dự            | Không tham dự            | Không tham dự            | Không tham dự            | Không tham dự            | Không tham dự            |
| 1955                     | Không tham dự            | Không tham dự            | Không tham dự            | Không tham dự            | Không tham dự            | Không tham dự            | Không tham dự            | Không tham dự            |
| 1959                     | Huy chương bạc           | 2nd                      | 6                        | 4                        | 1                        | 1                        | 27                       | 11                       |
| 1963                     | Huy chương vàng          | 1st                      | 4                        | 3                        | 1                        | 0                        | 18                       | 3                        |
| 1967                     | Không tham dự            | Không tham dự            | Không tham dự            | Không tham dự            | Không tham dự            | Không tham dự            | Không tham dự            | Không tham dự            |
| 1971                     | Không tham dự            | Không tham dự            | Không tham dự            | Không tham dự            | Không tham dự            | Không tham dự            | Không tham dự            | Không tham dự            |
| 1975                     | Huy chương vàng          | 1st                      | 6                        | 5                        | 1                        | 0                        | 33                       | 2                        |
| 1979                     | Huy chương vàng          | 1st                      | 5                        | 5                        | 0                        | 0                        | 14                       | 1                        |
| 1983                     | Huy chương bạc           | 2nd                      | 3                        | 2                        | 0                        | 1                        | 3                        | 1                        |
| 1987                     | Huy chương vàng          | 1st                      | 5                        | 4                        | 1                        | 0                        | 10                       | 2                        |
| 1991                     | Không tham dự            | Không tham dự            | Không tham dự            | Không tham dự            | Không tham dự            | Không tham dự            | Không tham dự            | Không tham dự            |
| 1995                     | Tứ kết                   | 5th                      | 4                        | 2                        | 2                        | 0                        | 5                        | 2                        |
| Tổng cộng                | 4 lần huy chương vàng    | 7/12                     | 33                       | 25                       | 6                        | 2                        | 110                      | 22                       |

## Kết quả và lịch thi đấu
Sau đây là danh sách kết quả các trận đấu trong 12 tháng qua, cùng các trận đấu đã được lên lịch trong tương lai.
Chú thích
      Thắng
      Hòa
      Thua
      Lịch thi đấu

### 2024
| 12 tháng 6 Giao hữu | Hoa Kỳ        | 1–1      | Brasil        | Orlando, Hoa Kỳ                                                                        |  |
| 19:00 UTC-4         | - Pulisic 26' | Chi tiết | - Rodrygo 17' | Sân vận động: Camping World Lượng khán giả: 60,016 Trọng tài: Saíd Martínez (Honduras) |  |

| 24 tháng 6 Copa América 2024 - Vòng bảng | Brasil | 0–0      | Costa Rica | Inglewood, Hoa Kỳ                                                                |  |
| 18:00 UTC-7                              |        | Chi tiết |            | Sân vận động: SoFi Lượng khán giả: 67,158 Trọng tài: César Arturo Ramos (México) |  |

| 28 tháng 6 Copa América 2024 - Vòng bảng | Paraguay       | 1–4      | Brasil                                                  | Paradise, Hoa Kỳ                                                             |  |
| 18:00 UTC-7                              | - Alderete 48' | Chi tiết | - Vinícius 35', 45+5' - Sávio 43' - Paquetá 65' (ph.đ.) | Sân vận động: Allegiant Lượng khán giả: 46,939 Trọng tài: Piero Maza (Chile) |  |

| 2 tháng 7 Copa América 2024 - Vòng bảng | Brasil         | 1–1      | Colombia      | Santa Clara, Hoa Kỳ                                                                 |  |
| 18:00 UTC-7                             | - Raphinha 12' | Chi tiết | - Muñoz 45+2' | Sân vận động: Levi's Lượng khán giả: 70,971 Trọng tài: Jesús Valenzuela (Venezuela) |  |

| 6 tháng 7 Copa América 2024 - Tứ kết                      | Uruguay | 0–0 (4–2 p)                                        | Brasil | Paradise, Hoa Kỳ                                                                    |  |
| 18:00 UTC-7                                               |         | Chi tiết                                           |        | Sân vận động: Allegiant Lượng khán giả: 55,770 Trọng tài: Darío Herrera (Argentina) |  |
|                                                           |         | Loạt sút luân lưu                                  |        |                                                                                     |  |
| - Valverde - Bentancur - De Arrascaeta - Giménez - Ugarte |         | - Militão - A. Pereira - Douglas Luiz - Martinelli |        |                                                                                     |  |

| 6 tháng 9 Vòng 7 Vòng loại FIFA World Cup 2026 | Brasil        | 1-0      | Ecuador | Curitiba, Brasil                                                                        |  |
| 22:00 UTC-3                                    | - Rodrygo 30' | Chi tiết |         | Sân vận động: Couto Pereira Lượng khán giả: 36,914 Trọng tài: Facundo Tello (Argentina) |  |

| 10 tháng 9 Vòng 8 Vòng loại FIFA World Cup 2026 | Paraguay  | 1-0      | Brasil | Asunción, Paraguay                                                                            |  |
| 20:30 UTC-4                                     | Gómez 20' | Chi tiết |        | Sân vận động: Defensores del Chaco Lượng khán giả: 31,962 Trọng tài: Andrés Matonte (Uruguay) |  |

| 10 tháng 10 Vòng 9 Vòng loại FIFA World Cup 2026 | Chile     | 1-2      | Brasil                                 | Santiago, Chile                                                                                            |  |
| 21:00 UTC-3                                      | Vargas 2' | Chi tiết | - Igor Jesus 45+1' - Luiz Henrique 89' | Sân vận động: Quốc gia Julio Martínez Prádanos Lượng khán giả: 43,059 Trọng tài: Darío Herrera (Argentina) |  |

| 15 tháng 10 Vòng 10 Vòng loại FIFA World Cup 2026 | Brasil                                                                | 4-0      | Perú | Brasília, Brasil                                                                                   |  |
| 21:45 UTC-3                                       | - Raphinha 38' (ph.đ.), 54' (ph.đ.) - Pereira 71' - Luiz Henrique 74' | Chi tiết |      | Sân vận động: Quốc gia Mané Garrincha Lượng khán giả: 60,139 Trọng tài: Esteban Ostojich (Uruguay) |  |

| 14 tháng 11 Vòng 11 Vòng loại FIFA World Cup 2026 | Venezuela     | 1-1      | Brasil         | Maturín, Venezuela                                                                             |  |
| 17:00 UTC-4                                       | - Segovia 46' | Chi tiết | - Raphinha 43' | Sân vận động: Sân vận động Tượng đài Lượng khán giả: 40,223 Trọng tài: Andrés Rojas (Colombia) |  |

| 19 tháng 11 Vòng 12 Vòng loại FIFA World Cup 2026 | Brasil     | 1-1      | Uruguay      | Salvador, Brasil                                                                             |  |
| 21:45 UTC-3                                       | Gerson 62' | Chi tiết | Valverde 55' | Sân vận động: Itaipava Arena Fonte Nova Lượng khán giả: 41,511 Trọng tài: Piero Maza (Chile) |  |

### 2025
| 20 tháng 3 Vòng 13 Vòng loại FIFA World Cup 2026 | Brasil                                        | 2–1      | Colombia   | Brasília, Brasil                                                                                   |  |
| 21:45 UTC-3                                      | - Raphinha 6' (ph.đ.) - Vinícius Júnior 90+9' | Chi tiết | - Díaz 41' | Sân vận động: Quốc gia Mané Garrincha Lượng khán giả: 70,027 Trọng tài: Alexis Herrera (Venezuela) |  |

| 25 tháng 3 Vòng 14 Vòng loại FIFA World Cup 2026 | Argentina                                                     | 4–1      | Brasil      | Buenos Aires, Argentina                                                                                    |  |
| 21:00 UTC-3                                      | - Alvarez 4' - Fernández 12' - Mac Allister 37' - Simeone 71' | Chi tiết | - Cunha 26' | Sân vận động: tượng đài Antonio Vespucio Liberti Lượng khán giả: 85,015 Trọng tài: Andrés Rojas (Colombia) |  |

| 5 tháng 6 Vòng 15 Vòng loại FIFA World Cup 2026 | Ecuador | 0–0      | Brasil | Guayaquil, Ecuador                                                                               |  |
| 18:00 UTC-5                                     |         | Chi tiết |        | Sân vận động: tượng đài Isidro Romero Carbo Lượng khán giả: 59,283 Trọng tài: Piero Maza (Chile) |  |

| 10 tháng 6 Vòng 16 Vòng loại FIFA World Cup 2026 | Brasil                | 1–0      | Paraguay | São Paulo, Brasil                                                                           |  |
| 21:45 UTC-3                                      | - Vinícius Júnior 44' | Chi tiết |          | Sân vận động: Arena Corinthians Lượng khán giả: 46,316 Trọng tài: Facundo Tello (Argentina) |  |

| 4 tháng 9 Vòng 17 Vòng loại FIFA World Cup 2026 | Brasil | v | Chile | Brasil |
| --:-- UTC-3                                     |        |   |       |        |

| 9 tháng 9 Vòng 18 Vòng loại FIFA World Cup 2026 | Bolivia | v | Brasil | El Alto, Bolivia                   |  |
| --:-- UTC-4                                     |         |   |        | Sân vận động: Municipal de El Alto |  |

| 10 tháng 10 Giao hữu | Brasil | v | TBD |  |
| --:-- UTC+9          |        |   |     |  |

| 14 tháng 10 Kirin Challenge Cup 2025 | Nhật Bản | v | Brasil |  |
| --:-- UTC+9                          |          |   |        |  |

| tháng 11 Giao hữu | Brasil | v | Angola |  |
| --:-- UTC+9       |        |   |        |  |

| tháng 11 Giao hữu | Brasil | v | TBD |  |
| --:-- UTC+9       |        |   |     |  |

## Ban huấn luyện
| Vị trí                          | Tên                    |
| ------------------------------- | ---------------------- |
| HLV Trưởng                      | Carlo Ancelotti        |
| Trợ lý HLV                      | Davide Ancelotti       |
| Trợ lý HLV                      | Paul Clement           |
| Trợ lý HLV                      | Mino Fulco             |
| Phân tích viên                  | Guilherme Lyra         |
| Phân tích viên                  | João Marcos Soares     |
| Phân tích viên                  | Thomas Koerich         |
| HLV thủ môn                     | Cláudio Taffarel       |
| HLV thủ môn                     | Marco Antônio Trocourt |
| HLV thể lực                     | Francesco Mauri        |
| Chuyên viên phân tích hiệu suất | Simone Montanaro       |
| Chuyên gia sinh lý học          | Guilherme Passos       |
| Bác sĩ                          | Rodrigo Lasmar         |
| Điều phối viên                  | Juan                   |
| Điều phối viên tổng quát        | Rodrigo Caetano        |

## Cầu thủ

### Đội hình hiện tại
Các cầu thủ sau đây đã được triệu tập vào danh sách cho các trận đấu thuộc khuôn khổ Vòng loại FIFA World Cup 2026 gặp  Ecuador và  Paraguay, diễn ra lần lượt vào ngày 5 và 10 tháng 6 năm 2025.
Số lần ra sân và số bàn thắng cập nhật ngày ngày 10 tháng 06 năm 2025, sau trận đấu với  Paraguay.
| Số | VT | Cầu thủ                 | Ngày sinh (tuổi)  | Trận | Bàn | Câu lạc bộ          |
| -- | -- | ----------------------- | ----------------- | ---- | --- | ------------------- |
| 1  | TM | Alisson                 | 2 tháng 10, 1992  | 74   | 0   | Liverpool           |
| 12 | TM | Bento                   | 10 tháng 6, 1999  | 4    | 0   | Al-Nassr            |
| 23 | TM | Hugo Souza              | 31 tháng 1, 1999  | 0    | 0   | Corinthians         |
|    |    |                         |                   |      |     |                     |
| 2  | HV | Danilo                  | 15 tháng 7, 1991  | 66   | 1   | Flamengo            |
| 3  | HV | Alexsandro              | 9 tháng 8, 1999   | 2    | 0   | Lille               |
| 4  | HV | Marquinhos (đội trưởng) | 14 tháng 5, 1994  | 99   | 7   | Paris Saint-Germain |
| 6  | HV | Alex Sandro             | 26 tháng 1, 1991  | 42   | 2   | Flamengo            |
| 13 | HV | Vanderson               | 21 tháng 6, 2001  | 7    | 0   | Monaco              |
| 14 | HV | Léo Ortiz               | 3 tháng 1, 1996   | 2    | 0   | Flamengo            |
| 15 | HV | Lucas Beraldo           | 24 tháng 11, 2003 | 4    | 0   | Paris Saint-Germain |
| 16 | HV | Wesley                  | 6 tháng 9, 2003   | 2    | 0   | Flamengo            |
|    | HV | Carlos Augusto          | 7 tháng 1, 1999   | 2    | 0   | Inter Milan         |
|    |    |                         |                   |      |     |                     |
| 5  | TV | Casemiro                | 23 tháng 2, 1992  | 77   | 7   | Manchester United   |
| 7  | TV | Gerson                  | 20 tháng 5, 1997  | 14   | 1   | Flamengo            |
| 8  | TV | Bruno Guimarães         | 16 tháng 11, 1997 | 35   | 1   | Newcastle United    |
| 17 | TV | Éderson                 | 7 tháng 7, 1999   | 3    | 0   | Atalanta            |
| 18 | TV | Andrey Santos           | 3 tháng 5, 2004   | 2    | 0   | Chelsea             |
|    | TV | Andreas Pereira         | 1 tháng 1, 1996   | 10   | 2   | Fulham              |
|    |    |                         |                   |      |     |                     |
| 9  | TĐ | Richarlison             | 10 tháng 5, 1997  | 50   | 20  | Tottenham Hotspur   |
| 10 | TĐ | Vinícius Júnior         | 12 tháng 7, 2000  | 41   | 7   | Real Madrid         |
| 11 | TĐ | Raphinha                | 14 tháng 12, 1996 | 34   | 11  | Barcelona           |
| 19 | TĐ | Antony                  | 24 tháng 2, 2000  | 16   | 2   | Real Betis          |
| 20 | TĐ | Estêvão                 | 24 tháng 4, 2007  | 5    | 0   | Palmeiras           |
| 21 | TĐ | Matheus Cunha           | 27 tháng 5, 1999  | 15   | 1   | Manchester United   |
| 22 | TĐ | Gabriel Martinelli      | 18 tháng 6, 2001  | 18   | 2   | Arsenal             |

### Triệu tập gần đây
Những cầu thủ sau đây cũng đã được triệu tập vào đội hình trong 12 tháng qua.
| Vt | Cầu thủ           | Ngày sinh (tuổi)  | Số trận | Bt | Câu lạc bộ              | Lần cuối triệu tập                     |
| --- | ----------------- | ----------------- | ------- | -- | ----------------------- | -------------------------------------- |
| TM | Weverton          | 13 tháng 12, 1987 | 10      | 0  | Palmeiras               | v. Argentina, 25 tháng 3 năm 2025      |
| TM | Lucas Perri       | 10 tháng 12, 1997 | 0       | 0  | Lyon                    | v. Argentina, 25 tháng 3 năm 2025      |
| TM | Ederson           | 17 tháng 8, 1993  | 29      | 0  | Manchester City         | v. Colombia, 20 tháng 3 năm 2025 INJ   |
| |                   |                   |         |    |                         |                                        |
| HV | Guilherme Arana   | 14 tháng 4, 1997  | 13      | 0  | Atlético Mineiro        | v. Argentina, 25 tháng 3 năm 2025      |
| HV | Murillo           | 4 tháng 7, 2002   | 1       | 0  | Nottingham Forest       | v. Argentina, 25 tháng 3 năm 2025      |
| HV | Gabriel Magalhães | 19 tháng 12, 1997 | 14      | 1  | Arsenal                 | v. Argentina, 25 tháng 3 năm 2025 SUS  |
| HV | Alex Telles       | 15 tháng 12, 1992 | 12      | 0  | Botafogo                | v. Colombia, 20 tháng 3 năm 2025 PRE   |
| HV | Abner             | 27 tháng 5, 2000  | 4       | 0  | Lyon                    | v. Colombia, 20 tháng 3 năm 2025 PRE   |
| HV | Fabrício Bruno    | 12 tháng 2, 1996  | 2       | 0  | Cruzeiro                | v. Colombia, 20 tháng 3 năm 2025 PRE   |
| HV | Douglas Santos    | 22 tháng 3, 1994  | 1       | 0  | Zenit Saint Petersburg  | v. Colombia, 20 tháng 3 năm 2025 PRE   |
| HV | Dodô              | 17 tháng 11, 1998 | 0       | 0  | Fiorentina              | v. Colombia, 20 tháng 3 năm 2025 PRE   |
| HV | Éder Militão      | 18 tháng 1, 1998  | 35      | 2  | Real Madrid             | v. Venezuela, 14 tháng 11 năm 2024 INJ |
| HV | Bremer            | 18 tháng 3, 1997  | 5       | 0  | Juventus                | v. Chile, 10 tháng 10 năm 2024 INJ     |
| HV | Wendell           | 20 tháng 7, 1993  | 6       | 0  | São Paulo               | v. Paraguay, 10 tháng 9 năm 2024       |
| HV | William           | 3 tháng 4, 1995   | 0       | 0  | Cruzeiro                | v. Paraguay, 10 tháng 9 năm 2024       |
| HV | Yan Couto         | 3 tháng 6, 2002   | 4       | 0  | Borussia Dortmund       | v. Ecuador, 6 tháng 9 năm 2024 INJ     |
| |                   |                   |         |    |                         |                                        |
| TV | André             | 16 tháng 7, 2001  | 12      | 0  | Wolverhampton Wanderers | v. Argentina, 25 tháng 3 năm 2025      |
| TV | João Gomes        | 12 tháng 2, 2001  | 10      | 0  | Wolverhampton Wanderers | v. Argentina, 25 tháng 3 năm 2025      |
| TV | Joelinton         | 14 tháng 8, 1996  | 7       | 1  | Newcastle United        | v. Argentina, 25 tháng 3 năm 2025      |
| TV | Lucas Paquetá     | 27 tháng 8, 1997  | 55      | 11 | West Ham United         | v. Colombia, 20 tháng 3 năm 2025 PRE   |
| TV | Oscar             | 9 tháng 9, 1991   | 48      | 12 | São Paulo               | v. Colombia, 20 tháng 3 năm 2025 PRE   |
| TV | Lucas Moura       | 13 tháng 8, 1992  | 37      | 4  | São Paulo               | v. Colombia, 20 tháng 3 năm 2025 PRE   |
| TV | Alisson Euler     | 25 tháng 6, 1993  | 0       | 0  | São Paulo               | v. Colombia, 20 tháng 3 năm 2025 PRE   |
| TV | Matheus Pereira   | 5 tháng 5, 1996   | 1       | 0  | Cruzeiro                | v. Perú, 15 tháng 10 năm 2024          |
| |                   |                   |         |    |                         |                                        |
| TĐ | Rodrygo           | 9 tháng 1, 2001   | 33      | 7  | Real Madrid             | v. Argentina, 25 tháng 3 năm 2025      |
| TĐ | Endrick           | 21 tháng 7, 2006  | 14      | 3  | Real Madrid             | v. Argentina, 25 tháng 3 năm 2025      |
| TĐ | Savinho           | 10 tháng 4, 2004  | 13      | 1  | Manchester City         | v. Argentina, 25 tháng 3 năm 2025      |
| TĐ | João Pedro        | 26 tháng 9, 2001  | 3       | 0  | Brighton & Hove Albion  | v. Argentina, 25 tháng 3 năm 2025      |
| TĐ | Neymar            | 5 tháng 2, 1992   | 128     | 79 | Santos                  | v. Colombia, 20 tháng 3 năm 2025 INJ   |
| TĐ | Luiz Henrique     | 2 tháng 1, 2001   | 6       | 2  | Zenit Saint Petersburg  | v. Colombia, 20 tháng 3 năm 2025 PRE   |
| TĐ | Igor Jesus        | 25 tháng 2, 2001  | 4       | 1  | Botafogo                | v. Colombia, 20 tháng 3 năm 2025 PRE   |
| TĐ | Bruno Henrique    | 30 tháng 12, 1990 | 2       | 0  | Flamengo                | v. Colombia, 20 tháng 3 năm 2025 PRE   |
| TĐ | Galeno            | 21 tháng 10, 1997 | 1       | 0  | Al-Ahli                 | v. Colombia, 20 tháng 3 năm 2025 PRE   |
| TĐ | Yuri Alberto      | 18 tháng 3, 2001  | 1       | 0  | Corinthians             | v. Colombia, 20 tháng 3 năm 2025 PRE   |
| TĐ | Samuel Lino       | 23 tháng 12, 1999 | 0       | 0  | Atlético Madrid         | v. Colombia, 20 tháng 3 năm 2025 PRE   |
| TĐ | Igor Paixão       | 28 tháng 6, 2000  | 0       | 0  | Feyenoord               | v. Colombia, 20 tháng 3 năm 2025 PRE   |
| TĐ | Pedro             | 20 tháng 6, 1997  | 6       | 1  | Flamengo                | v. Ecuador, 6 tháng 9 năm 2024 INJ     |
| - INJ Cầu thủ rút lui vì chấn thương - PRE Đội hình sơ bộ - SUS Bị cấm thi đấu - WD Cầu thủ rút lui do chấn thương không rõ ràng |                   |                   |         |    |                         |                                        |

### Cầu thủ xuất sắc
Dưới đây là danh sách các cầu thủ xuất sắc từng khoác áo đội tuyển Brasil.
| - Ademir - Ademir da Guia - Adriano - Aldair - Amarildo - Bebeto - Bellini - Brito - Cafu - Careca - Carlos - Carlos Alberto - Carpegiani - Cerezo - Clodoaldo - Coutinho - Dario - Dida - Didi - Dirceu - Djalma Santos - Domingos da Guia - Dorval - Dunga - Éder | - Edinho - Edmundo - Everaldo - Falcão - Feitiço - Felix - Francisco Marinho - Friaça - Friedenreich - Garrincha - Gérson - Gilmar - Jair da Costa - Jairzinho - Jorginho - Julio Cesar - Júnior - Kaká - Leandro - Leão - Leonardo - Leônidas - Muller - Marcelo - Márcio Santos - Marcos - Mauro | - Moacir Barbosa - Neymar Jr. - Nílton Santos - Orlando - Oscar - Pelé - Pepe - Piazza - Preguinho - Rivelino - Rivaldo - Roberto Carlos - Romário - Ronaldinho - Ronaldo - Robinho - Serginho Chulapa - Sócrates - Taffarel - Tostão - Valdir Peres - Vavá - Zico - Zito - Zizinho - Zózimo |

## Huấn luyện viên
Một số huấn luyện viên trong lịch sử.
| - Cláudio Coutinho - Vicente Feola - Sebastião Lazaroni - Vanderlei Luxemburgo |  | - Aymoré Moreira - Carlos Alberto Parreira - João Saldanha - Telê Santana - Dunga |  | - Luiz Felipe Scolari - Mário Zagallo - Ademir Pimenta - Flávio Costa - Tite |  |  |

## Kỷ lục

### Số lần khoác áo đội tuyển quốc gia

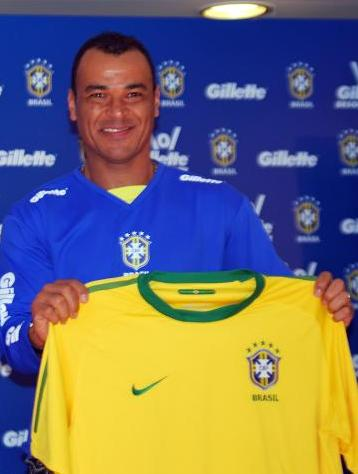
Cafu là cầu thủ khoác áo đội tuyển Brasil nhiều nhất với 142 trận

Tính đến ngày 21 tháng 11 năm 2023
Cầu thủ in đậm vẫn còn thi đấu ở đội tuyển quốc gia.
| # | Cầu thủ          | Số trận | Bàn thắng | Thời gian thi đấu |
| - | ---------------- | ------- | --------- | ----------------- |
| 1 | Cafu             | 142     | 5         | 1990–2006         |
| 2 | Neymar           | 128     | 79        | 2010–             |
| 3 | Dani Alves       | 126     | 8         | 2006–2022         |
| 3 | Roberto Carlos   | 125     | 11        | 1992–2006         |
| 4 | Thiago Silva     | 113     | 7         | 2008–             |
| 6 | Lúcio            | 105     | 4         | 2000–2011         |
| 7 | Cláudio Taffarel | 101     | 0         | 1988–1998         |
| 8 | Robinho          | 100     | 28        | 2003–2015         |
| 9 | Djalma Santos    | 98      | 3         | 1952–1968         |
| 9 | Ronaldo          | 98      | 62        | 1994–2011         |

### Cầu thủ ghi nhiều bàn thắng nhất

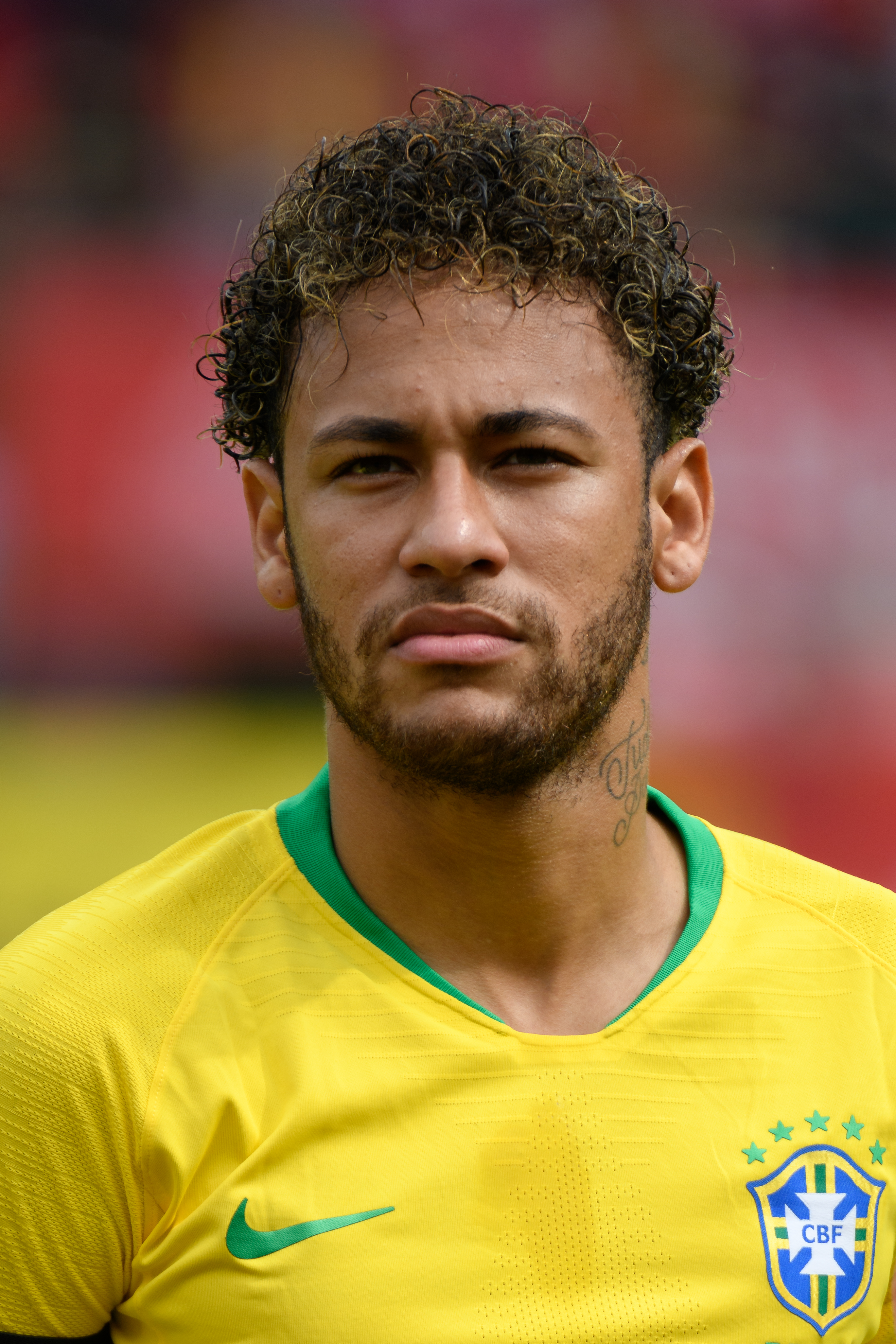
Neymar là cầu thủ ghi nhiều bàn thắng nhất cho đội tuyển quốc gia với 79 bàn thắng

Tính đến ngày 21 tháng 11 năm 2023
Cầu thủ in đậm vẫn còn thi đấu ở đội tuyển quốc gia.
| #  | Cầu thủ    | Bàn thắng | Số trận | Hiệu suất | Thời gian thi đấu |
| -- | ---------- | --------- | ------- | --------- | ----------------- |
| 1  | Neymar     | 79        | 128     | 0.62      | 2010–             |
| 2  | Pelé       | 77        | 91      | 0.85      | 1957–1971         |
| 3  | Ronaldo    | 62        | 98      | 0.63      | 1994–2011         |
| 4  | Romário    | 55        | 70      | 0.79      | 1987–2005         |
| 5  | Zico       | 48        | 71      | 0.67      | 1976–1986         |
| 6  | Bebeto     | 39        | 75      | 0.52      | 1985–1998         |
| 7  | Rivaldo    | 35        | 74      | 0.46      | 1993–2003         |
| 8  | Jairzinho  | 33        | 81      | 0.40      | 1964–1982         |
| 8  | Ronaldinho | 33        | 97      | 0.34      | 1999–2013         |
| 10 | Ademir     | 32        | 39      | 0.82      | 1945–1953         |
| 10 | Tostão     | 32        | 54      | 0.59      | 1966–1972         |